# Architettura italiana

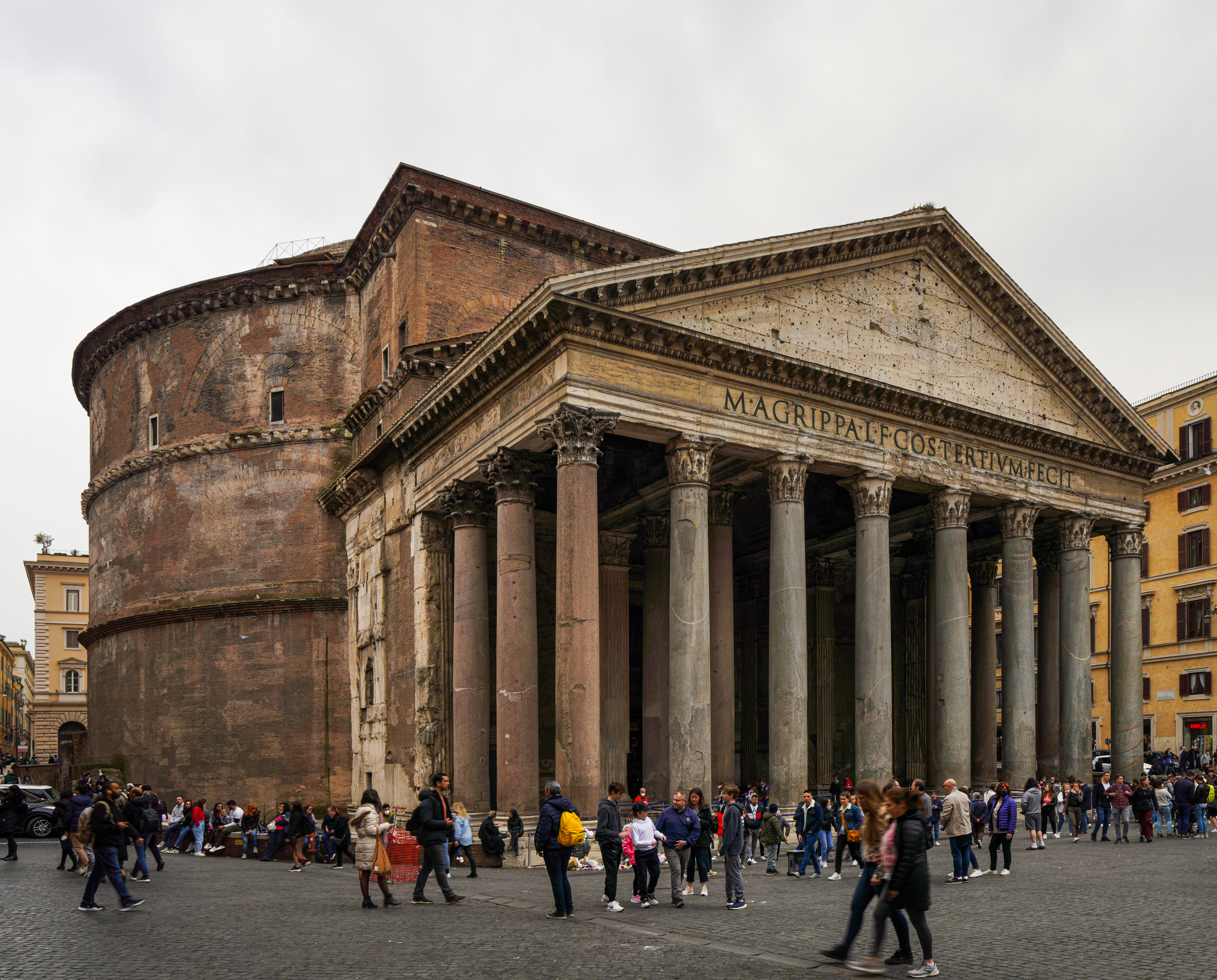
Pantheon, Roma

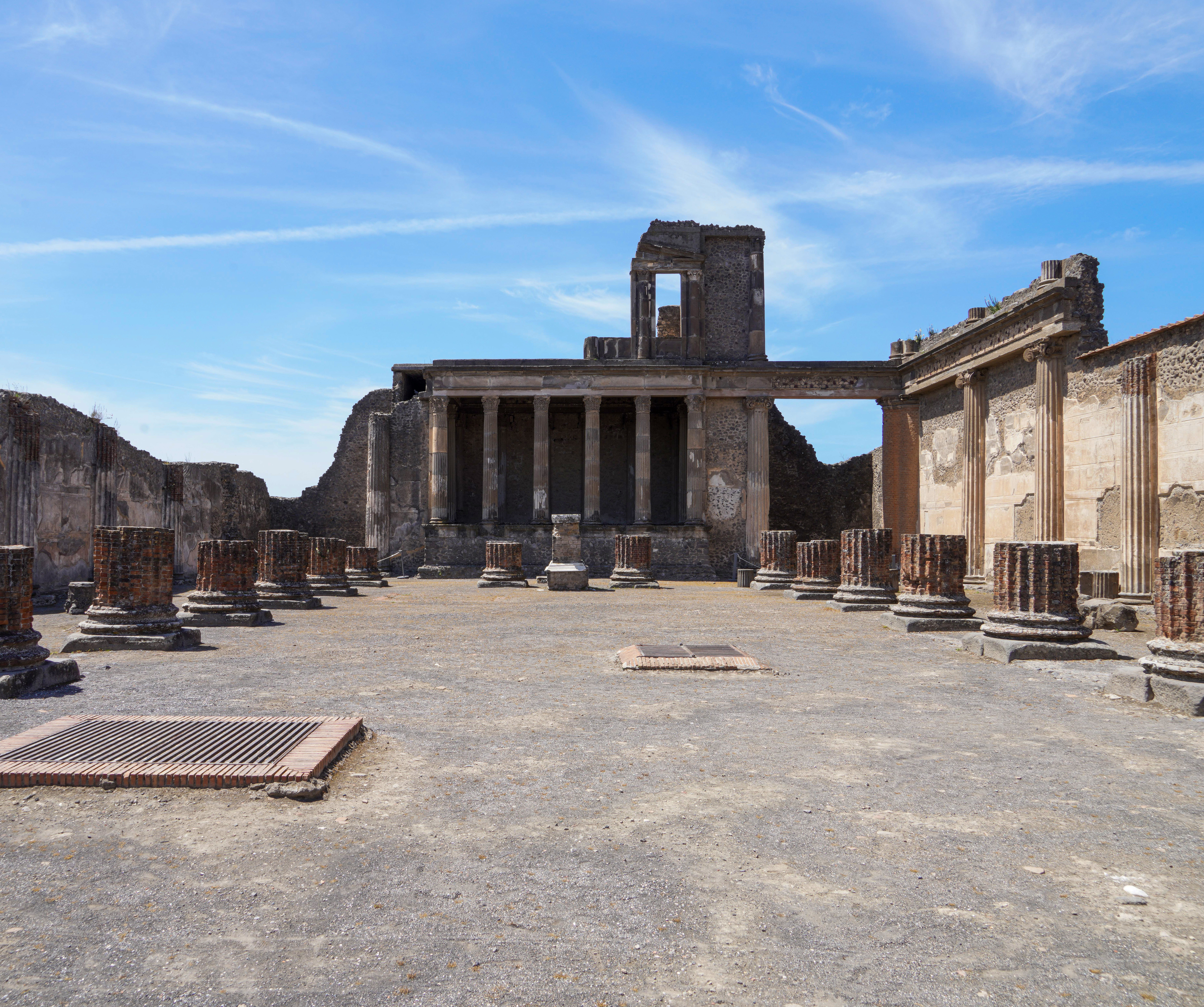
Basilica del Foro di Pompei

L'architettura italiana si sviluppò nella penisola italica fin dall'antichità e gli stili architettonici nati in Italia hanno influenzato il resto d'Europa e del mondo.

## Architettura romana
L'architettura italiana sviluppò caratteri omogenei sotto l'Impero romano. Influenzata dall'architettura greca (che aveva lasciato segni importanti nella Magna Grecia, nei templi di Agrigento, Selinunte e Paestum) e da quella etrusca (che suscitò le attenzioni di Marco Vitruvio Pollione), quella romana assunse caratteri propri, risultando, rispetto alle precedenti, maggiormente legata allo spazio interno e ad un forte plasticismo derivato dall'uso di archi, volte e cupole.
Esempi importanti, nei quali spesso si registra anche l'impiego dell'innovativo calcestruzzo, sono da ricercare nelle strutture termali (Terme di Caracalla, Terme di Diocleziano ed altre), negli anfiteatri (Colosseo, Arena di Verona), nei teatri (Teatro di Marcello), nelle basiliche (come la basilica di Massenzio), nei templi (tra i quali emerge il Pantheon) e nelle architetture civili (ad esempio il ponte di Tiberio di Rimini)

## Architettura paleocristiana e bizantina

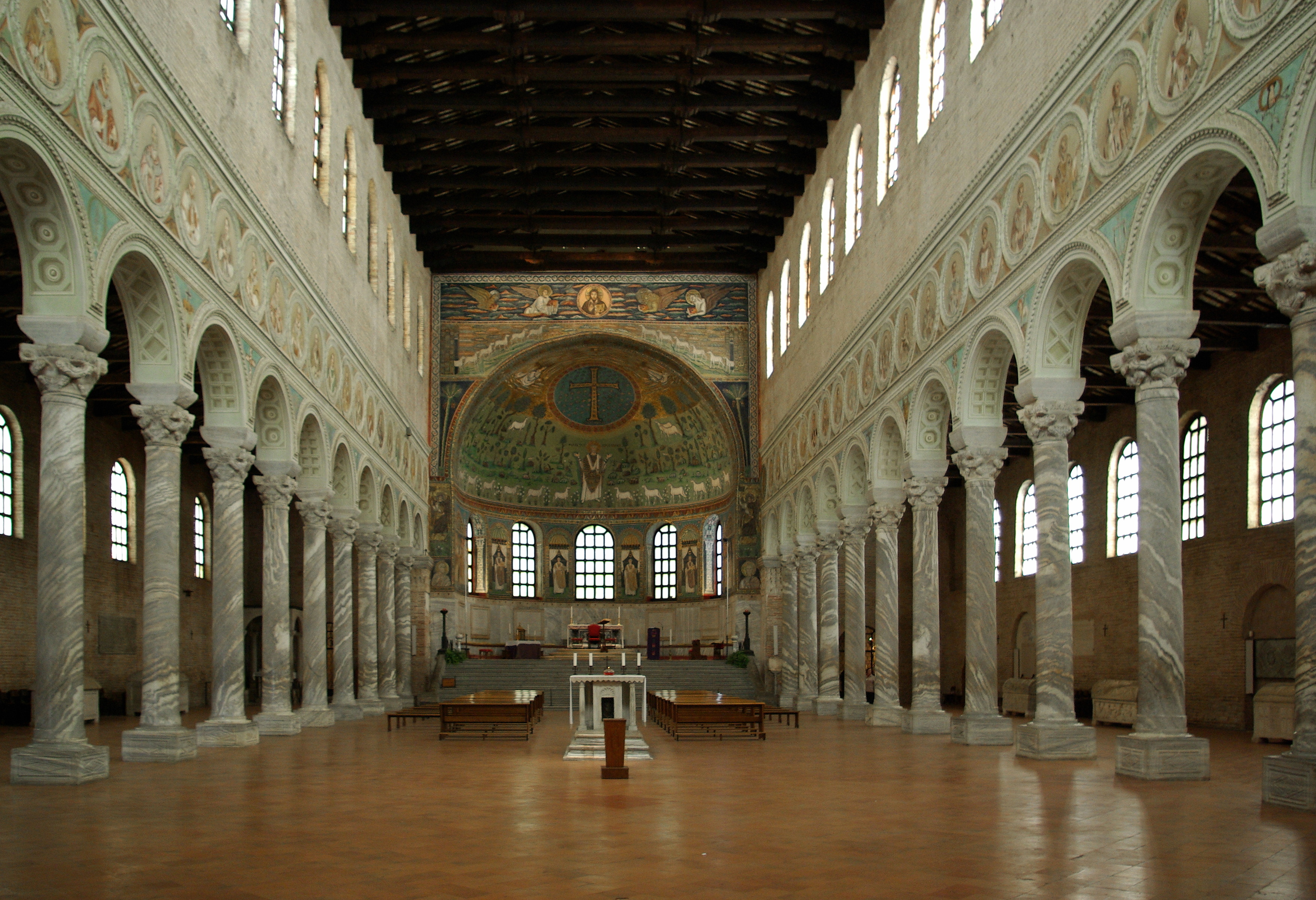
Sant'Apollinare in Classe, Ravenna

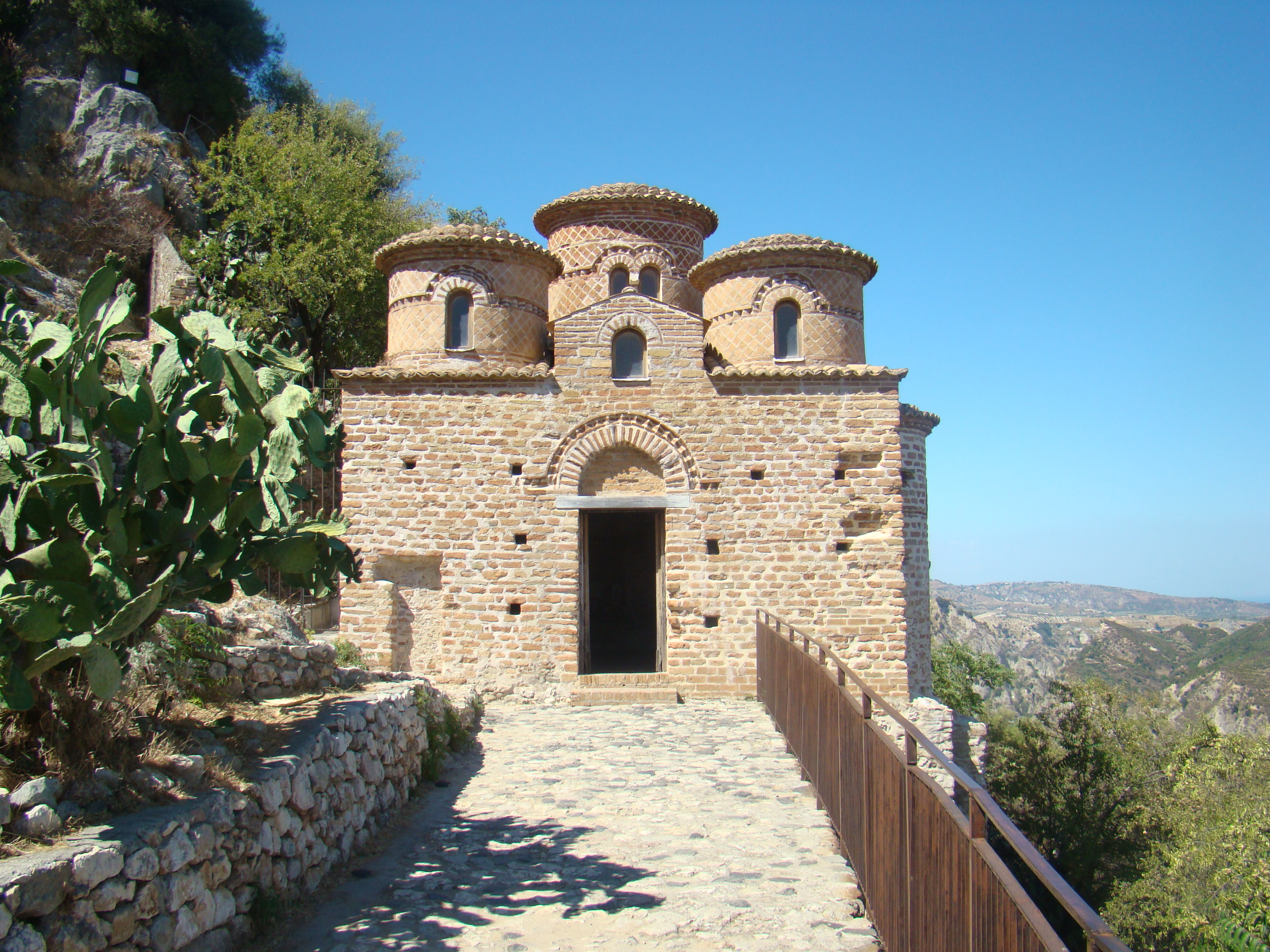
La chiesa bizantina denominata Cattolica di Stilo

In epoca paleocristiana, con la diffusione del cristianesimo, le chiese italiane ripresero i modelli delle basiliche romane, con una navata centrale affiancata da corridoi laterali. È questo lo schema a cui sono riconducibili le basiliche di Santa Sabina, Santa Maria Maggiore e le antiche basiliche di San Pietro in Vaticano e San Paolo fuori le mura a Roma. Nella medesima città si costruirono impianti centralizzati, come il Battistero lateranense e Santa Costanza.
Anche a Ravenna, capitale dell'Impero dal 404, le chiese più grandi furono costruite secondo lo schema basilicale (Sant'Apollinare in Classe, Sant'Apollinare Nuovo), ma originali furono anche i contributi allo sviluppo della pianta centrale (San Vitale, Mausoleo di Galla Placidia, Battistero degli Ortodossi, Battistero degli Ariani, Mausoleo di Teodorico). Fuori dai due principali centri dell'Impero, occorre segnalare la chiesa di San Salvatore a Spoleto e la basilica di San Lorenzo a Milano.

## Architettura proto-medievale
Se si esclude la chiesa di San Pietro a Tuscania, la cui fondazione è ancora incerta, il passaggio dall'architettura paleocristiana a quella proto-medievale in Italia non è particolarmente evidente.
Ad esempio, le basiliche romane di Santa Maria in Domnica, Sant'Agnese fuori le mura, Santa Maria in Cosmedin e Santa Prassede rimandano ancora a modelli paleocristiani, così come, seppur con alcune innovazioni, l'Abbazia di Pomposa, la chiesa di San Salvatore a Brescia e il Tempietto longobardo di Cividale del Friuli (quest'ultimo però sorprende per la concezione planimetrica).

## Architettura romanica

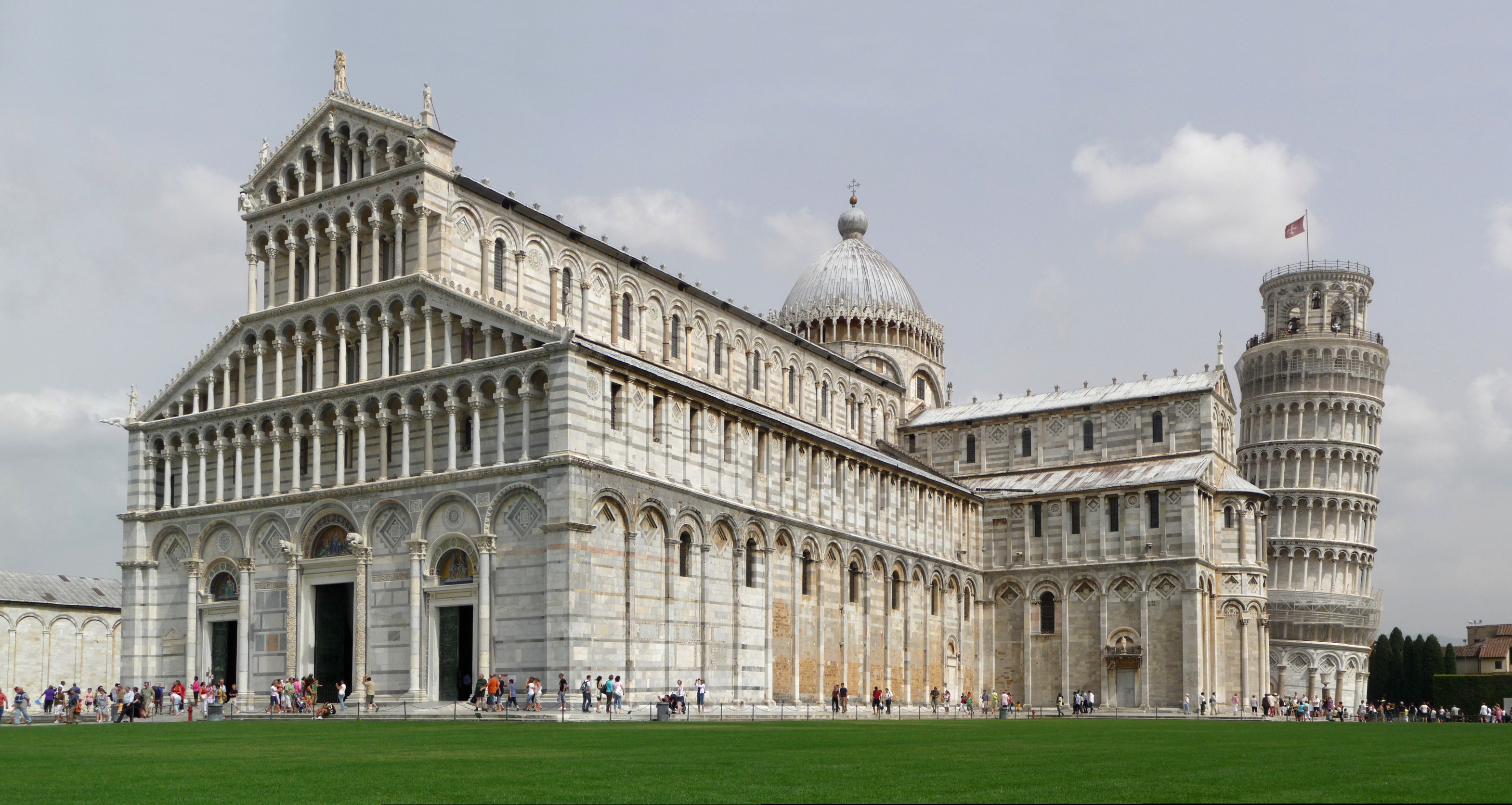
Cattedrale di Pisa

Le innovazioni planimetriche introdotte in Francia e Germania durante il periodo romanico non raggiunsero immediatamente l'Italia, dove, tra i secoli XI e XII si proseguì nella costruzione di impianti basilicali, solitamente privi di transetto. Tuttavia, ambulacro e cappelle radiali fecero la loro comparsa nell'abbazia di Sant'Antimo e ad Aversa.
Nella seconda metà dell'XI secolo si registra la costruzione della chiesa abbaziale di Montecassino, dotata di un transetto non sporgente dal corpo dell'edificio e di absidi al termine di ciascuna delle tre navate. L'edificio più importante dell'Italia meridionale è però da ricercare nella basilica di San Nicola a Bari (1087), che presenta un transetto, sostegni alternati lungo la navata e due torri in facciata secondo l'uso normanno.
Nell'Italia centro-settentrionale invece si svilupparono le gallerie ad arcatelle (come nel Duomo di Modena, con transetto non sporgente, tre absidi e campanile isolato), che trovarono notevoli applicazioni nel Romanico pisano (Duomo e campanile di Pisa, Duomo e chiesa di San Michele in Foro a Lucca, Duomo di Pistoia e altre chiese toscane, ma in parte influenzò anche l'architettura romanica sarda e corsa). Invece, in Lombardia, la basilica di Sant'Ambrogio è ricordata per la sua copertura con volte a crociera e costoloni tra le più antiche d'Europa. 
Di matrice germanica sono, a Como, la basilica di Sant'Abbondio (priva di transetto) e la chiesa di San Fedele (ispirata alle piante trilobate di Colonia). Ancora alla Germania rimanda la pianta della Cattedrale di Parma, con transetto sporgente e una sola abside terminale.
Sempre in Italia settentrionale, le principali cattedrali furono caratterizzate dalla presenza di imponenti battisteri esterni (come il Battistero di Cremona e il Battistero di Parma), anche se il battistero più celebre si trova nell'Italia centrale, a Pisa.
Diversamente, a Firenze furono favoriti i motivi architettonici dell'età romana, dando avvio a quello che la critica ha definito stile protorinascimentale (basilica di San Miniato al Monte, Battistero di San Giovanni, chiesa dei Santi Apostoli, Badia Fiesolana a Fiesole). Analogo interesse per l'antichità si ritrova a Roma e nei suoi dintorni (facciate del Duomo di Civita Castellana e di San Lorenzo fuori le mura dei Vassalletto).
A Venezia l'architettura romanica si fuse con quella bizantina nella basilica di San Marco, a pianta centrale con cinque cupole. Il tema della cupola si ritrova anche nelle Marche e nel Mezzogiorno, ed in particolare in alcune chiese del Romanico pugliese (Duomo di Molfetta), mentre il tema della croce inscritta compare a Stilo (Cattolica di Stilo), Otranto e Trani.
In Sicilia gli elementi bizantini si unirono a quelli normanni e saraceni, riscontrabili in alcune chiese palermitane (San Cataldo ed altre) e nelle cattedrali di Cefalù e Monreale.
Nell'architettura civile invece fecero la loro comparsa numerose torri gentilizie; sono celebri quelle di San Gimignano e Bologna.

## Architettura gotica

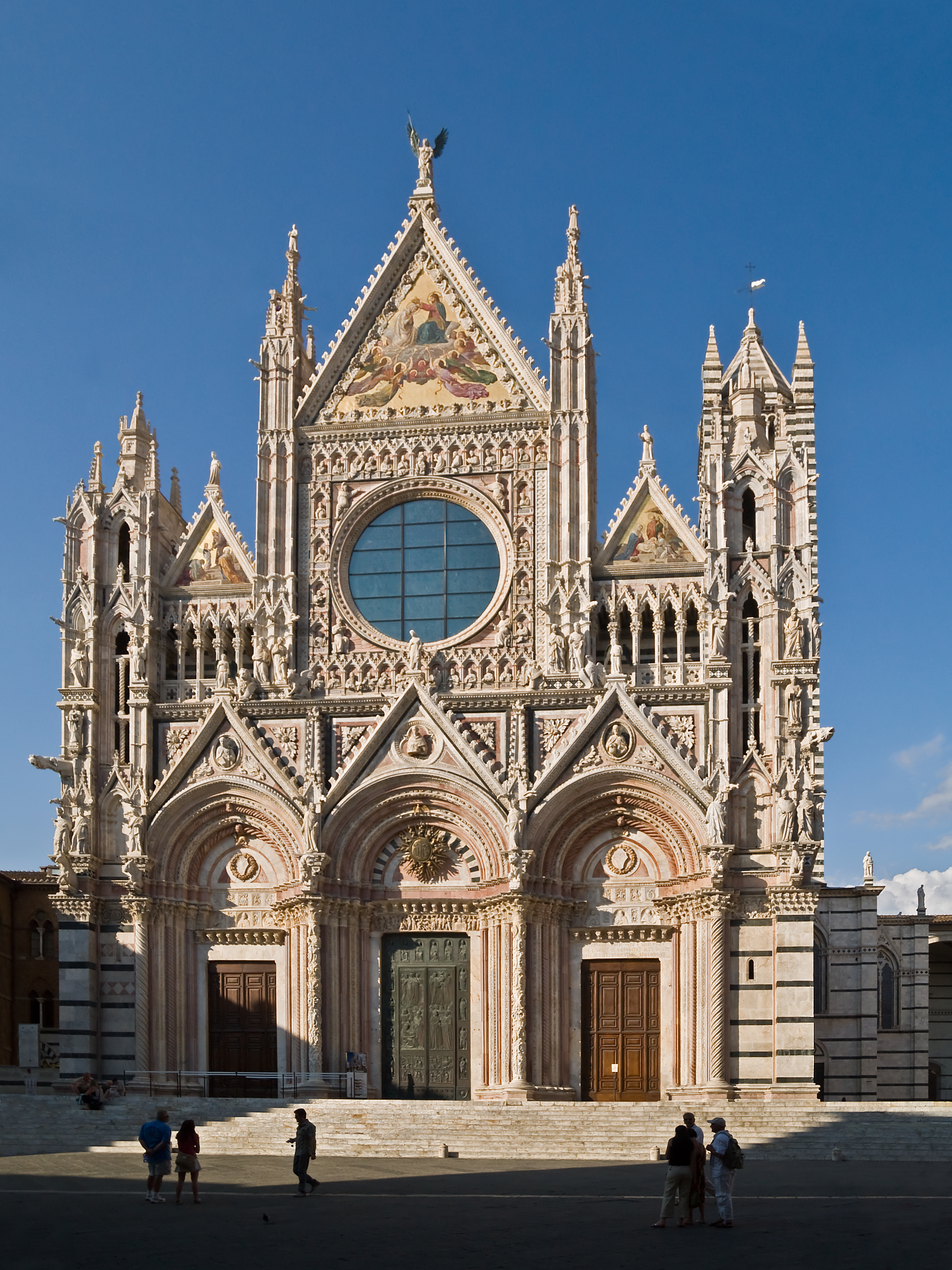
Duomo di Siena

L'architettura gotica fu introdotta in Italia dai cistercensi, ad esempio nell'Abbazia di Fossanova e a San Galgano. Nella basilica di Sant'Andrea a Vercelli si riscontra una transazione dal Romanico italiano al Gotico francese, ma il più originale edificio protogotico è la basilica di San Francesco ad Assisi, ispirato alla cattedrale di Angers.
Alla fine del XIII secolo risalgono le grandi chiese fiorentine di Santa Maria Novella (1279), Santa Maria del Fiore (iniziata da Arnolfo di Cambio nel 1296) e Santa Croce (probabilmente dal 1294-95), ariose ed energiche composizioni nelle quali emerge il carattere più italiano dello stile gotico. A questo modello è orientata la basilica di San Petronio a Bologna (dal 1390), mentre una maggiore contaminazione dei gusti francesi è riscontrabile nel Duomo di Milano (dal 1386, ma la costruzione terminò solo diversi secoli più tardi).

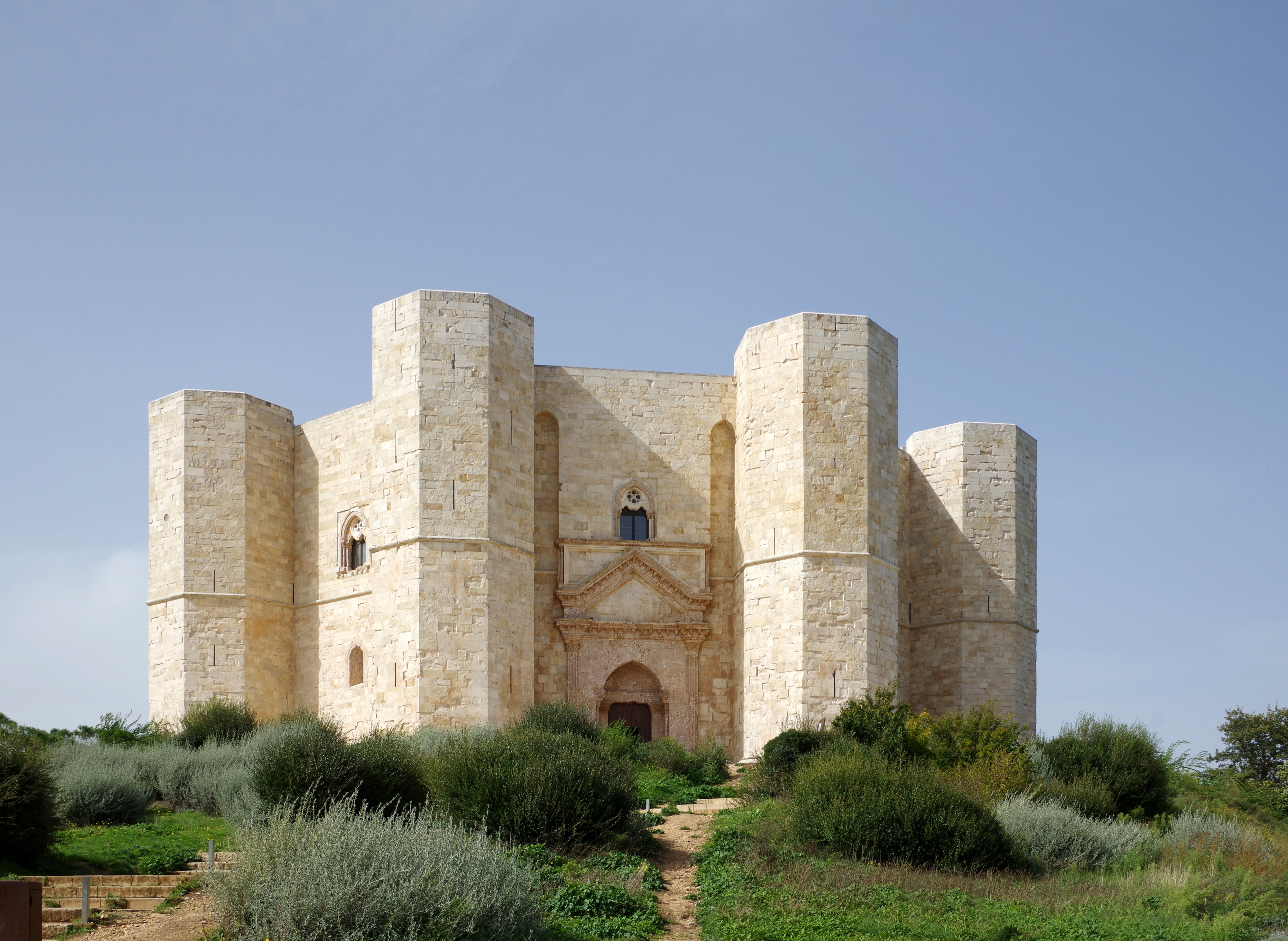
Castel del Monte, Andria

A Napoli la dominazione angioina coincise con la costruzione di imponenti impianti gotici: la basilica di San Lorenzo Maggiore (con abside percorsa da ambulacro), la basilica di San Domenico Maggiore, il monastero di Santa Chiara (ricostruito in gran parte dopo la seconda guerra mondiale eliminando le superfetazioni barocche) e il Duomo (per il quale furono chiamati architetti di estrazione francese).
A Venezia si segnalano la chiesa dei Frari e la basilica dei Santi Giovanni e Paolo, entrambe trecentesche. Il contributo di Roma invece fu scarso, tanto che l'unica chiesa gotica di rilievo è Santa Maria sopra Minerva.
Notevoli sono pure le facciate delle cattedrali di Orvieto e di Siena, realizzate tra la fine del Duecento e l'inizio del Trecento.
Tra le torri, il più bel campanile gotico è quello del Duomo di Firenze (il cosiddetto Campanile di Giotto).
All'influenza francese sono riconducibili alcuni castelli, tra i quali spicca il celebre Castel del Monte (1240 circa) di Andria, dove la struttura gotica si fonde con le reminiscenze dei modelli tardo-antichi romani, che conferiscono al complesso un aspetto ordinato e regolare.
Tra il XIII e il XIV secolo vennero poi costruiti numerosi edifici civili, come i palazzi pubblici di Firenze (Palazzo Vecchio), Siena (Palazzo Pubblico), Venezia (Palazzo Ducale), Perugia (Palazzo dei Priori) e Gubbio (Palazzo dei Consoli); a questi si sommano diversi palazzi trecenteschi a Firenze e Siena, nonché le case d'inizio Quattrocento di Venezia (come la Ca' d'Oro).

## Architettura rinascimentale e manierista

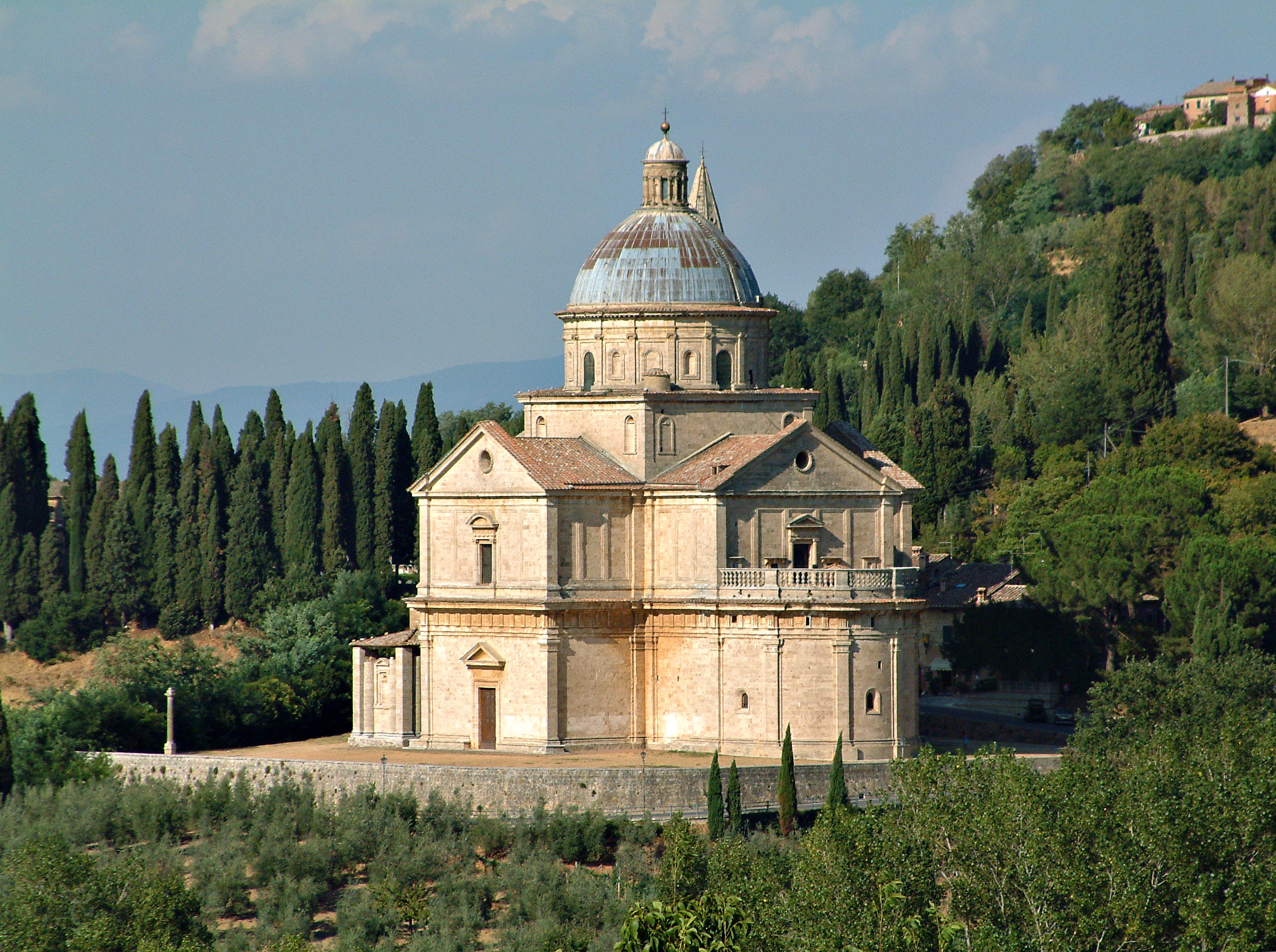
San Biagio, Montepulciano

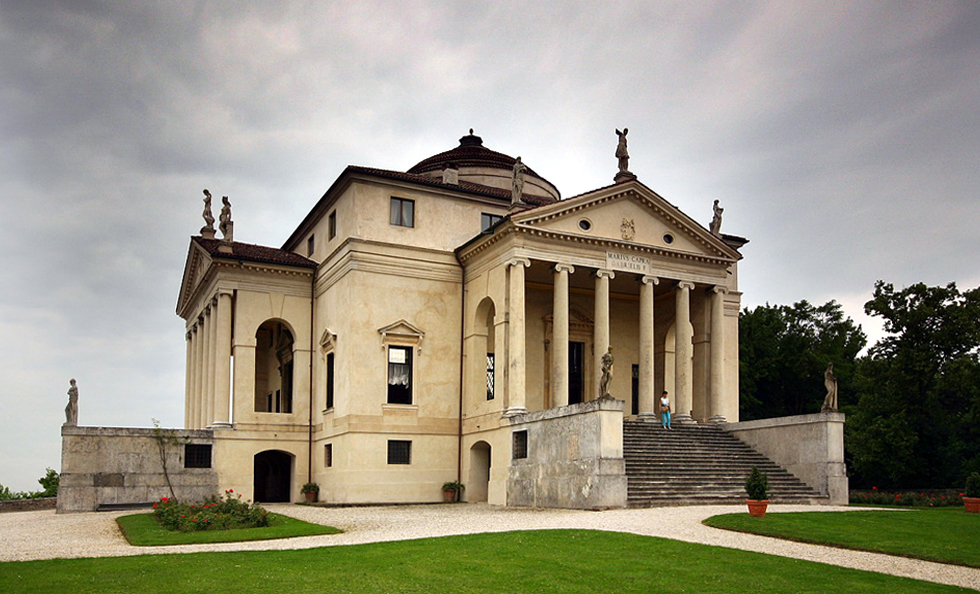
Villa Almerico Capra detta "La Rotonda", Vicenza

L'architettura rinascimentale si sviluppò a Firenze, dove, durante il periodo romanico, si era mantenuta una certa continuità con le forme chiare e regolari dell'architettura classica. Il punto di svolta, che segna il passaggio dall'architettura gotica e quella rinascimentale, coincide con la realizzazione della cupola del Duomo di Firenze, eseguita da Filippo Brunelleschi tra il 1420 ed il 1436. Tuttavia, la prima opera pienamente rinascimentale è lo Spedale degli Innocenti costruito dal medesimo Brunelleschi a partire dal 1419. A questo fecero seguito le basiliche di San Lorenzo e Santo Spirito, la Sagrestia Vecchia e la Cappella dei Pazzi, opere nelle quali lo stile brunelleschiano diede origine a decorazioni in pietra serena applicate su impianti derivati dall'unione di forme geometriche elementari (quadrato e cerchio). L'arte del Brunelleschi fu d'ispirazione per diversi architetti del secolo, come Michelozzo, Filarete, Giuliano da Maiano e Giuliano da Sangallo; in particolare, quest'ultimo fissò i principi dell'arte fortificatoria detta fortificazione alla moderna, della quale è considerato il fondatore insieme col fratello Antonio da Sangallo il Vecchio e Francesco di Giorgio Martini.
Alcuni anni dopo l'esordio di Brunelleschi si registra l'attività di Leon Battista Alberti, che a Firenze eseguì il Palazzo Rucellai e la facciata di Santa Maria Novella. L'Alberti, profondamente influenzato dall'architettura romana, lavorò anche a Rimini (Tempio Malatestiano) e Mantova (San Sebastiano e Sant'Andrea). Un suo allievo, Bernardo Rossellino, si occupò del riassetto della cittadina di Pienza, una delle prime trasformazioni architettoniche ed urbanistiche della storia del Rinascimento.
Il pieno Rinascimento invece fu essenzialmente romano, grazie all'opera di Bramante, Raffaello Sanzio e Michelangelo Buonarroti. Al primo si deve soprattutto il progetto per la ricostruzione della basilica di San Pietro in Vaticano, con una croce greca derivata dagli studi di Leonardo da Vinci sugli edifici a pianta centrale, ma che, a sua volta, condizionò Antonio da Sangallo il Vecchio nella concezione della chiesa di San Biagio a Montepulciano. Raffaello fu attivo nella costruzione di alcuni palazzi e nel progetto di Villa Madama. Michelangelo invece intervenne nel progetto della basilica vaticana apportando notevoli cambiamenti, realizzò la piazza del Campidoglio e ultimò il Palazzo Farnese avviato da Antonio da Sangallo il Giovane.
Il Rinascimento del XVI secolo è chiuso da alcune opere di Andrea Palladio, che influenzarono notevolmente l'architettura europea (Palladianesimo e Neopalladianesimo): tra queste si ricordano la Basilica Palladiana, il Palazzo Chiericati e la Villa Almerico Capra detta "La Rotonda" (tra le prime costruzioni profane dell'era moderna ad avere come facciata un fronte di un tempio classico), a Vicenza, nonché la basilica di San Giorgio Maggiore e la chiesa del Redentore a Venezia.
Il Manierismo, preannunciato da Baldassarre Peruzzi in alcune opere romane (Villa Farnesina e Palazzo Massimo alle Colonne), vide nel citato Michelangelo (Sagrestia Nuova, Biblioteca Medicea Laurenziana, a Firenze, Porta Pia a Roma) e Giulio Romano (Palazzo Te e sua residenza a Mantova) i due principali esponenti.
Altri artisti da ricordare sono Bartolomeo Ammannati (cortile di Palazzo Pitti), Bernardo Buontalenti (Grotta Grande nel Giardino di Boboli), Giorgio Vasari (Galleria degli Uffizi), Jacopo Sansovino (Biblioteca nazionale Marciana, Venezia) e soprattutto Jacopo Barozzi da Vignola, che con la sua chiesa del Gesù a Roma (completata da Giacomo Della Porta) indirizzò l'architettura verso il Barocco.

## Architettura barocca

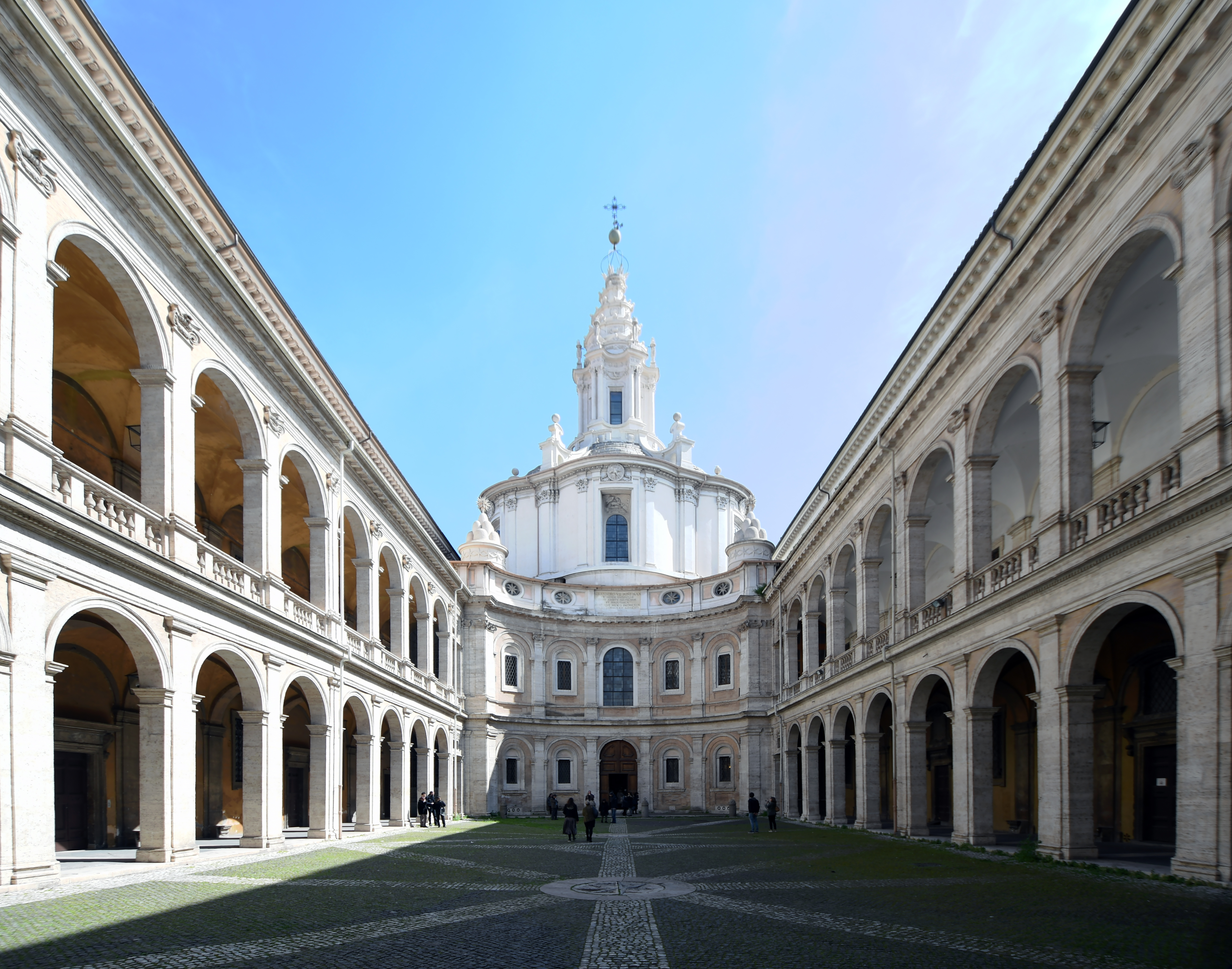
Sant'Ivo alla Sapienza, Roma

Lo stile barocco, legato alla Controriforma, fu prodotto a Roma ed esercitò la sua influenza in tutto il mondo cattolico. I primi esempi in cui è riconoscibile questo stile si riscontrano in alcuni lavori di Carlo Maderno (facciata di Santa Susanna, facciata e navata di San Pietro in Vaticano e la basilica di Sant'Andrea della Valle, la cui facciata fu completata da Carlo Rainaldi) e di Martino Longhi il Giovane (facciata della chiesa dei Santi Vincenzo e Anastasio a Trevi) ed altri, nei quali si evidenzia il tentativo di rafforzare l'asse centrale delle facciate mediante l'uso graduale di pilastri, semicolonne e colonne.
In seguito Gian Lorenzo Bernini, Francesco Borromini e Pietro da Cortona contribuirono ad evolvere ulteriormente il linguaggio barocco non più esclusivamente sull'applicazione di elementi decorativi ma sulla concezione dello spazio basata su elaborazioni di nuove forme quali ellissi, spirali, curve policentriche. Gran parte dei loro contributi sono riferibili a edifici religiosi (chiesa di Sant'Andrea al Quirinale, chiesa dell'Assunta ad Ariccia per Bernini; chiesa di Sant'Agnese in Agone, San Carlo alle Quattro Fontane, Sant'Ivo alla Sapienza e la navata di San Giovanni in Laterano per Borromini; chiesa dei Santi Luca e Martina, Santa Maria della Pace e la facciata di Santa Maria in Via Lata per Pietro da Cortona), tuttavia non mancano fabbriche civili (come il Palazzo Barberini, di Bernini e Borromini, il Palazzo Montecitorio di Bernini e Carlo Fontana, il Palazzo Chigi-Odescalchi ancora di Bernini, il Palazzo di Propaganda Fide e la galleria prospettica di Palazzo Spada del Borromini).

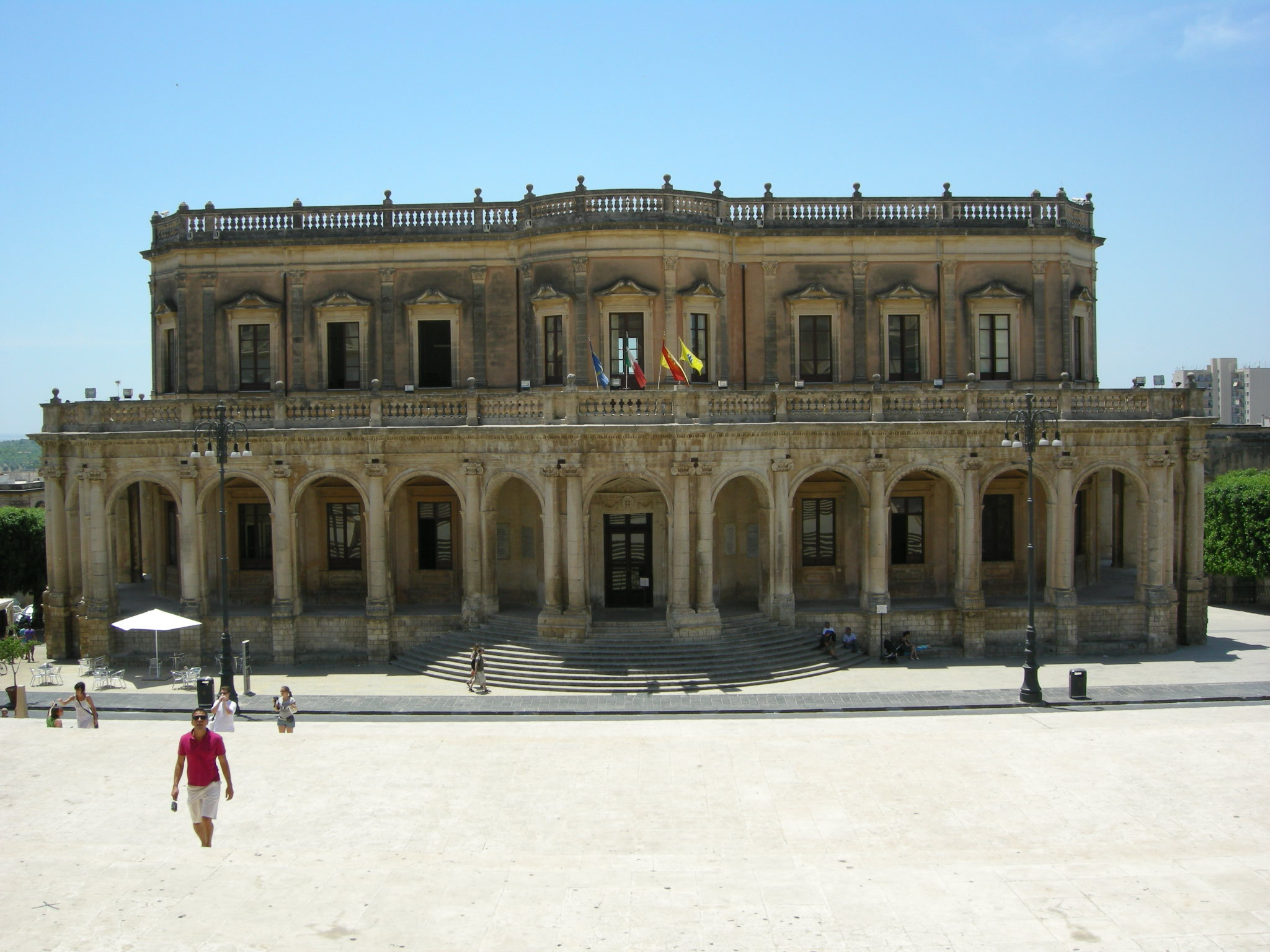
Palazzo Ducezio, Noto

Notevole importanza rivestono anche le trasformazioni urbanistiche, dovute principalmente all'attività di Sisto V che, con il supporto tecnico di Domenico Fontana, promosse il primo progetto di sistemazione urbanistica della città di Roma moderna. Furono tracciate nuove vie su grandi assi stradali rettilinei che mettevano in collegamento le più importanti zone della città ed i principali edifici religiosi ed amministrativi, inoltre furono realizzate o risistemate vaste piazze (piazza del Popolo, piazza Navona, piazza San Pietro) ed importanti palazzi.
Lo stile barocco si diffuse ben presto oltre i confini della città, raggiungendo Torino (ampliamento della città di Carlo e Amedeo di Castellamonte, Cappella della Sacra Sindone, chiesa di San Lorenzo e Palazzo Carignano di Guarino Guarini), Milano (chiesa di San Giuseppe di Francesco Maria Richini), Venezia (basilica di Santa Maria della Salute di Baldassare Longhena, a pianta ottagonale unita ad un santuario delimitato da due absidi), Napoli (dove furono attivi Francesco Grimaldi, Cosimo Fanzago, Ferdinando Sanfelice dei quali si ricordano rispettivamente la Cappella di San Gennaro, la chiesa di Santa Maria Egiziaca a Pizzofalcone e il Palazzo dello Spagnolo), la Puglia (basilica di Santa Croce a Lecce, con decorazioni derivate dal plateresco spagnolo) e quindi, soprattutto dopo il terremoto del 1693, la Sicilia (Cattedrale di Sant'Agata a Catania, Duomo di San Giorgio a Ragusa, chiesa di San Domenico a Noto ecc.).
La Toscana invece restò legata ai gusti tardo-manieristi (Cappella dei Principi, a pianta ottagonale, ornata con ricchissimi intarsi creati con pietre semipreziose) e la produzione più propriamente barocca è databile al principio del XVIII secolo.

## Architettura tardobarocca e rococò

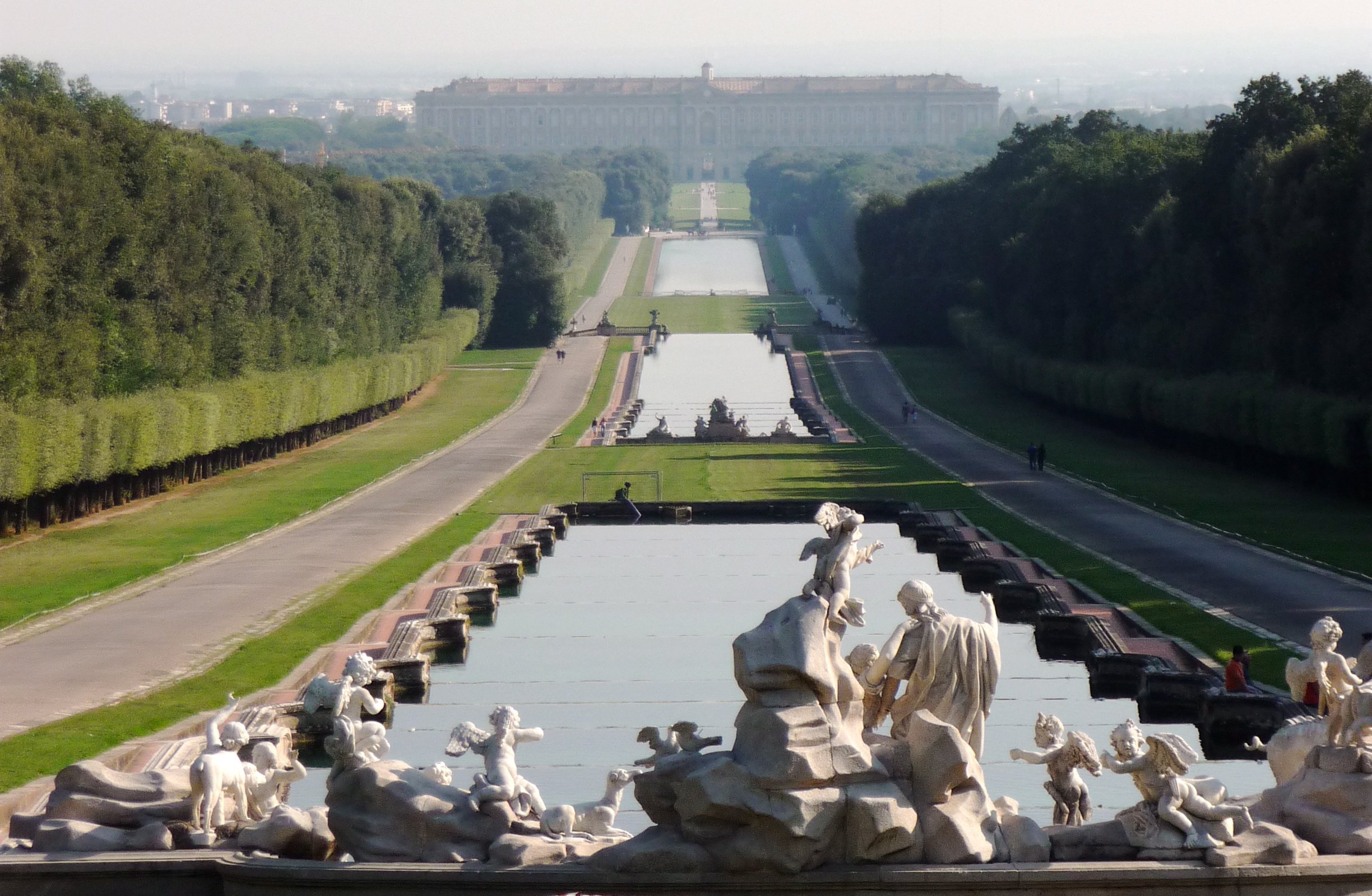
Reggia di Caserta

Al Settecento risale la più originale produzione di tutta l'architettura tardobarocca e rococò: la Palazzina di caccia di Stupinigi. Caratterizzata da una pianta assai articolata riconducibile ad una croce di Sant'Andrea, fu progettata da Filippo Juvarra, che edificò pure la basilica di Superga, presso Torino.
In Veneto si verificò un riavvicinamento ai temi palladiani, evidente nella Villa Pisani di Stra (1721) e nel San Simeon Piccolo di Venezia (terminata nel 1738).
A Roma, l'estremo capitolo della stagione barocca trova le sue realizzazioni più significative in alcuni importanti interventi urbanistici come piazza di Spagna e la Fontana di Trevi, mentre la facciata di San Giovanni in Laterano, di Alessandro Galilei, si avvicina a temi più severamente classici.
Invece, nel Regno di Napoli, sotto Luigi Vanvitelli, fu avviata la costruzione della Reggia di Caserta (dal 1752), un vasto complesso nel quale, alle grandiose scenografie di stampo barocco dell'interno e dei giardini, si contrappone un involucro edilizio più misurato, che pertanto sembra anticipare i temi del Neoclassicismo. Il gigantismo della Reggia riecheggia nella mole del Real Albergo dei Poveri, costruito nei medesimi anni da Ferdinando Fuga.

## Architettura dell'Ottocento

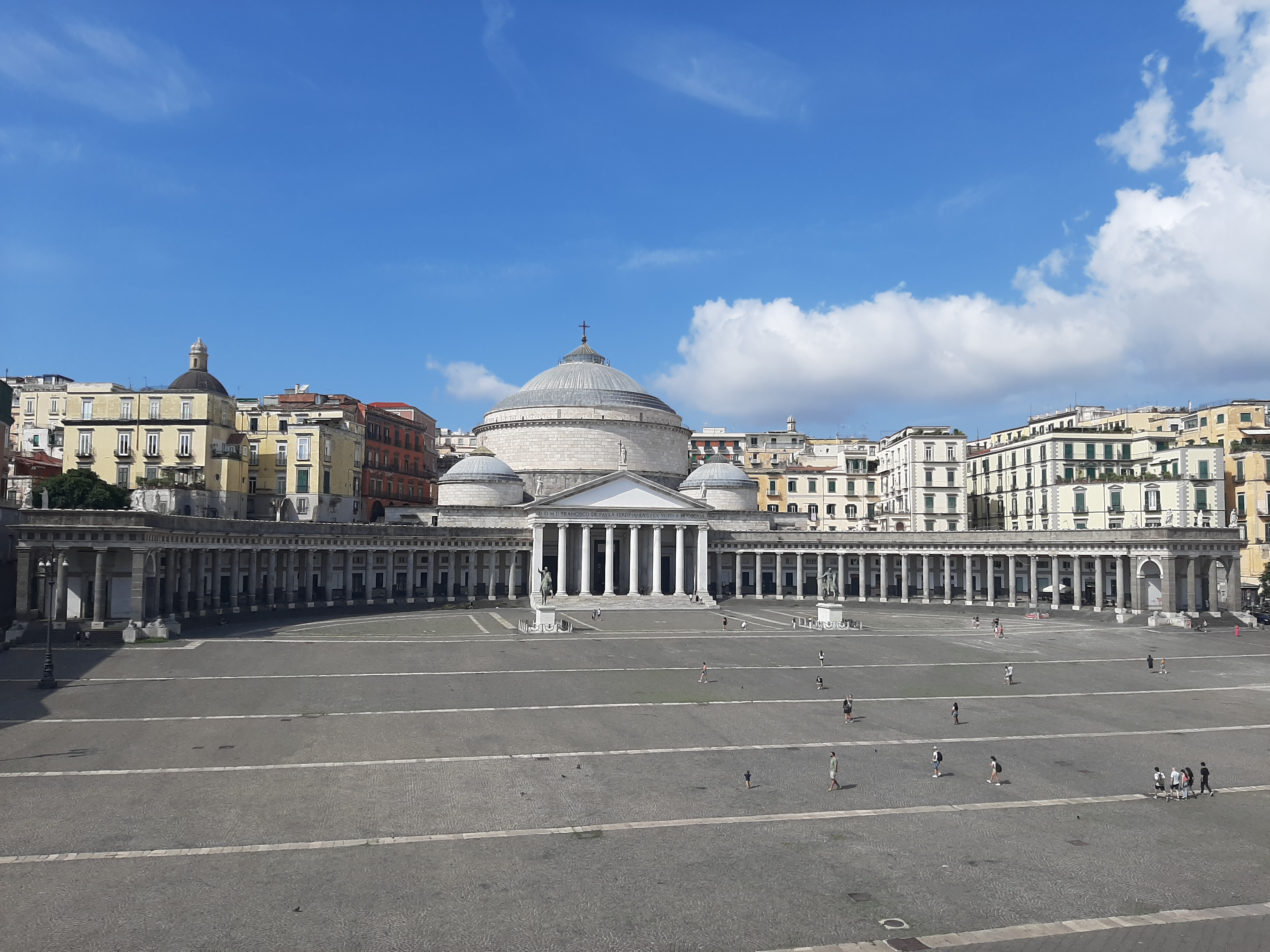
Basilica di San Francesco di Paola e piazza del Plebiscito, Napoli

L'architettura neoclassica, anche nella sua variante neogreca, venne prodotta in numerose opere di valore. L'influenza del Neoclassicismo francese è evidente nella facciata del Teatro San Carlo di Napoli (di Antonio Niccolini); nella medesima città, all'inizio dell'Ottocento fu cominciata la costruzione della grande basilica di San Francesco, la più importante chiesa italiana dell'epoca, ispirata al collaudato tema del Pantheon di Roma.
Altri capolavori neoclassici sono il Caffè Pedrocchi di Padova (di Giuseppe Jappelli), il Tempio Canoviano a Possagno (attribuito, non senza incertezze, a Giannantonio Selva), il Teatro Carlo Felice di Genova (Carlo Barabino, ma ricostruito nel Novecento), il Cisternone di Livorno (Pasquale Poccianti) e la sistemazione di piazza del Popolo a Roma curata da Giuseppe Valadier.
Inoltre, meritano di essere ricordati gli interventi promossi a Trieste (Teatro Verdi, chiesa di Sant'Antonio), Milano (Palazzo Belgioioso, Villa Reale, Arco della Pace e chiesa di San Carlo al Corso) e Palermo (l'eclettica Palazzina Cinese, Gymnasium dell'Orto botanico di Palermo e il tardo Teatro Massimo).
Ad un tardo Neoclassicismo guarda ancora Alessandro Antonelli nella progettazione degli involucri esterni della basilica di San Gaudenzio a Novara e della Mole Antonelliana di Torino.
Quindi, la seconda metà dell'Ottocento portò all'affermazione dei gusti neorinascimentali (Galleria Vittorio Emanuele II a Milano e Galleria Umberto I a Napoli nell'ambito del Risanamento, ove furono applicati elementi in ferro) e, più raramente, neobarocchi (Palazzo di Giustizia di Roma), mentre il neogotico fu lo stile impiegato ad esempio nelle facciate delle grandi chiese fiorentine.
Tardi echi dello Stile Impero confluirono nel controverso Monumento nazionale a Vittorio Emanuele II di Roma.
L'eclettismo di matrice neoromanica fu promosso da Camillo Boito, al quale si devono pure numerosi restauri di monumenti medievali.

## Architettura del Novecento

### Primo Novecento e ventennio fascista
L'Art Nouveau ebbe in Giuseppe Sommaruga ed Ernesto Basile due dei principali e più originali esponenti (rispettivamente Palazzo Castiglioni a Milano, ampliamento di Palazzo Montecitorio a Roma).
Un linguaggio totalmente nuovo si preannunciò con la pubblicazione nel 1914 del Manifesto dell'Architettura futurista di Antonio Sant'Elia. Lo stesso pubblicò le sue tavole della "Città Nuova", proponendo nuovi modelli architettonici che esaltavano la funzionalità ed una nuova estetica.

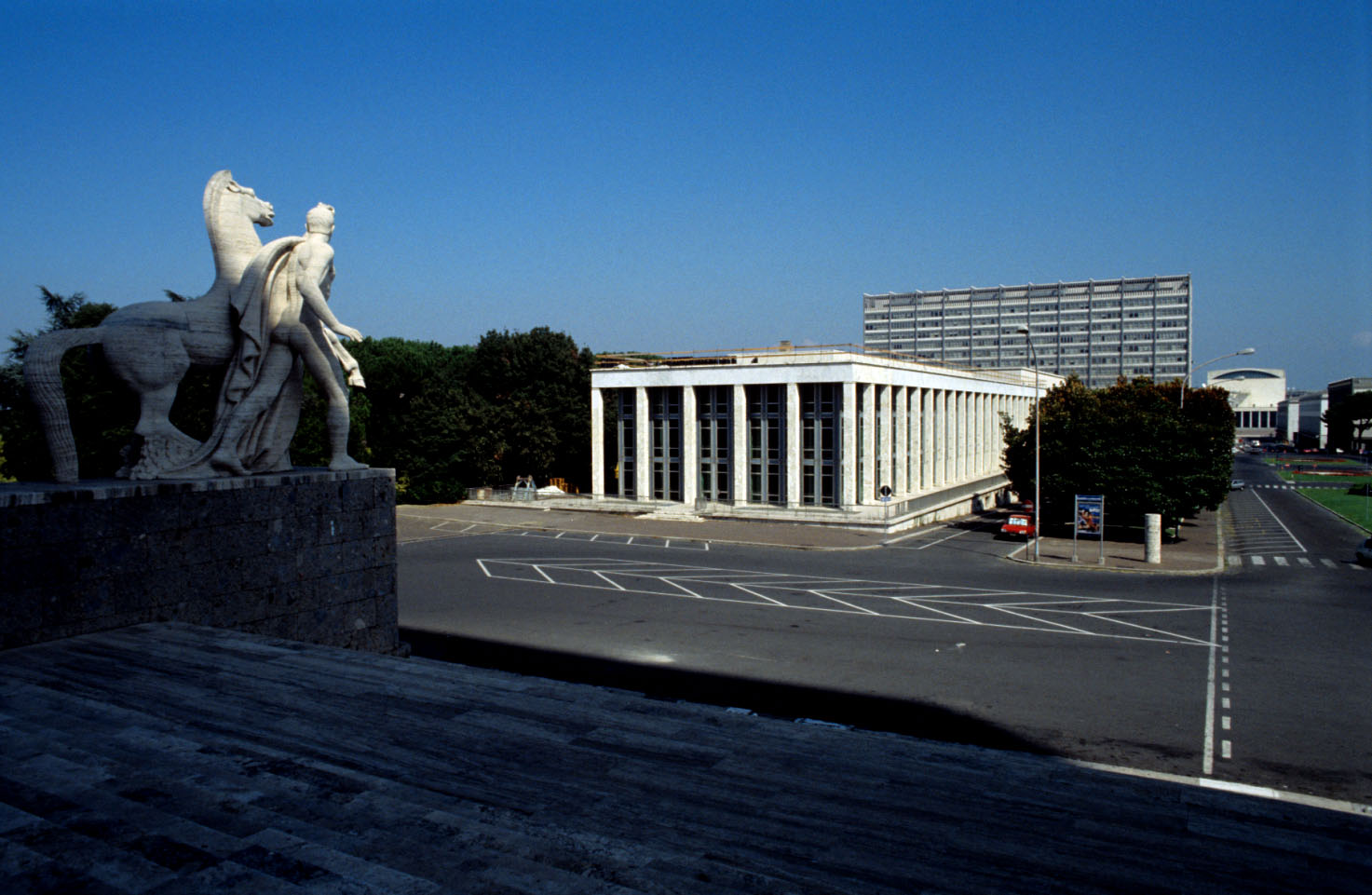
Il Palazzo dell'ex Ristorante ufficiale dell'ente EUR Roma 1941 progettato da Ettore Rossi

Il razionalismo si manifestò nel Gruppo 7 (1926) e nel MIAR (1928), ma dopo lo scioglimento del gruppo emerse nelle figure isolate di Giuseppe Terragni (Casa del Fascio a Como), Adalberto Libera (Villa Malaparte a Capri) e Giovanni Michelucci (stazione di Firenze Santa Maria Novella, in collaborazione).
Durante il periodo fascista ebbe maggiore fortuna il cosiddetto "Novecento" (Gio Ponti, Pietro Aschieri, Giovanni Muzio), da cui derivò, sulla scia della riscoperta della Roma imperiale, il Neoclassicismo semplificato di Marcello Piacentini, autore peraltro di diverse trasformazioni urbanistiche in diverse località italiane e ricordato per la contestata via della Conciliazione a Roma.

### Secondo dopoguerra
Il secondo dopoguerra fu caratterizzato da diversi talenti (Luigi Moretti, Carlo Scarpa, Franco Albini, Gio Ponti, Tomaso Buzzi ed altri), ma fu privo di una direzione unitaria. Pier Luigi Nervi, con le sue ardite strutture in cemento armato, acquisì una fama internazionale e fu d'esempio per Riccardo Morandi e Sergio Musmeci. In una stagione animata da interessanti dibattiti portati avanti da critici quali Bruno Zevi, prevalse il razionalismo, che trova nella testata della Stazione di Roma Termini una delle opere paradigmatiche, per divenire neo-realismo italiano con Gualtiero Galmanini e Piero Portaluppi. Al Neorealismo di Michelucci, Carlo Aymonino, Mario Ridolfi ed altri (quartieri INA-Casa) fece seguito il Neoliberty (riscontrabile nei primi lavori di Vittorio Gregotti) e il Brutalismo (Torre Velasca di Milano del gruppo BBPR, edificio residenziale di via Piagentina a Firenze, di Leonardo Savioli, opere di Giancarlo De Carlo).
Le Corbusier (progetto per un ospedale a Venezia) e Frank Lloyd Wright (progetto di una casa sul Canal Grande, ancora a Venezia) non costruirono niente in Italia, mentre vi riuscirono Alvar Aalto (chiesa dell'Assunta a Riola di Vergato), Kenzō Tange (torri della Fiera di Bologna, piano del Centro Direzionale di Napoli) e Oscar Niemeyer (sede della Mondadori a Segrate).

Nel 1980 nell'ambito della Biennale di Venezia viene istituito il settore Architettura, come direttore viene incaricato Paolo Portoghesi. In quell'occasione fu allestita la “strada novissima” allestita da Costantino Dardi e, su incarico di Paolo Portoghesi, Aldo Rossi realizzò il "Teatro del Mondo", un teatro galleggiante ed itinerante, che viaggiò per i canali di Venezia. Aldo Rossi, primo italiano a vincere il Premio Pritzker, fu senza dubbio tra i più influenti architetti italiani per la nuova generazione. Scrive in proposito Rafael Moneo: 
(Rafael Moneo, L'altra modernità. Considerazioni sul futuro dell'architettura, p. 113.)
Sempre nel 1980 fu organizzata all'Arsenale di Venezia la mostra di architettura "Presenza del passato", dove furono riuniti i maggiori architetti del momento considerati post moderni fra i quali Robert Venturi, Hans Hollein, Frank Gehry, Ricardo Bofill. In questo modo Paolo Portoghesi, con una serie di pubblicazioni, lanciò in Italia la cosiddetta architettura postmoderna, connettendosi ad altri critici quali Charles Jencks e Robert Stern.

## Architettura contemporanea
Tra i principali architetti attivi in Italia tra la fine del Novecento e l'inizio del XXI secolo si ricordano Renzo Piano (Stadio San Nicola a Bari, ristrutturazione del Porto antico di Genova, Auditorium Parco della Musica a Roma, chiesa di Padre Pio a San Giovanni Rotondo ecc.), Massimiliano Fuksas (Grattacielo della Regione Piemonte, Centro congressi all'EUR), Gae Aulenti (Stazione Museo della metropolitana di Napoli), lo svizzero Mario Botta (Museo d'arte moderna e contemporanea di Trento e Rovereto, ristrutturazione del Teatro alla Scala a Milano), Zaha Hadid (Museo nazionale delle arti del XXI secolo a Roma, grattacielo "Lo Storto" a Milano), Richard Meier (chiesa di Dio Padre Misericordioso e teca dell'Ara Pacis, a Roma), Norman Foster (stazione di Firenze Belfiore), Daniel Libeskind (grattacielo "Il Curvo" a Milano) e Arata Isozaki (Palasport Olimpico di Torino, con Pier Paolo Maggiora e Marco Brizio, grattacielo "Il Dritto" a Milano).

## Galleria di immagini

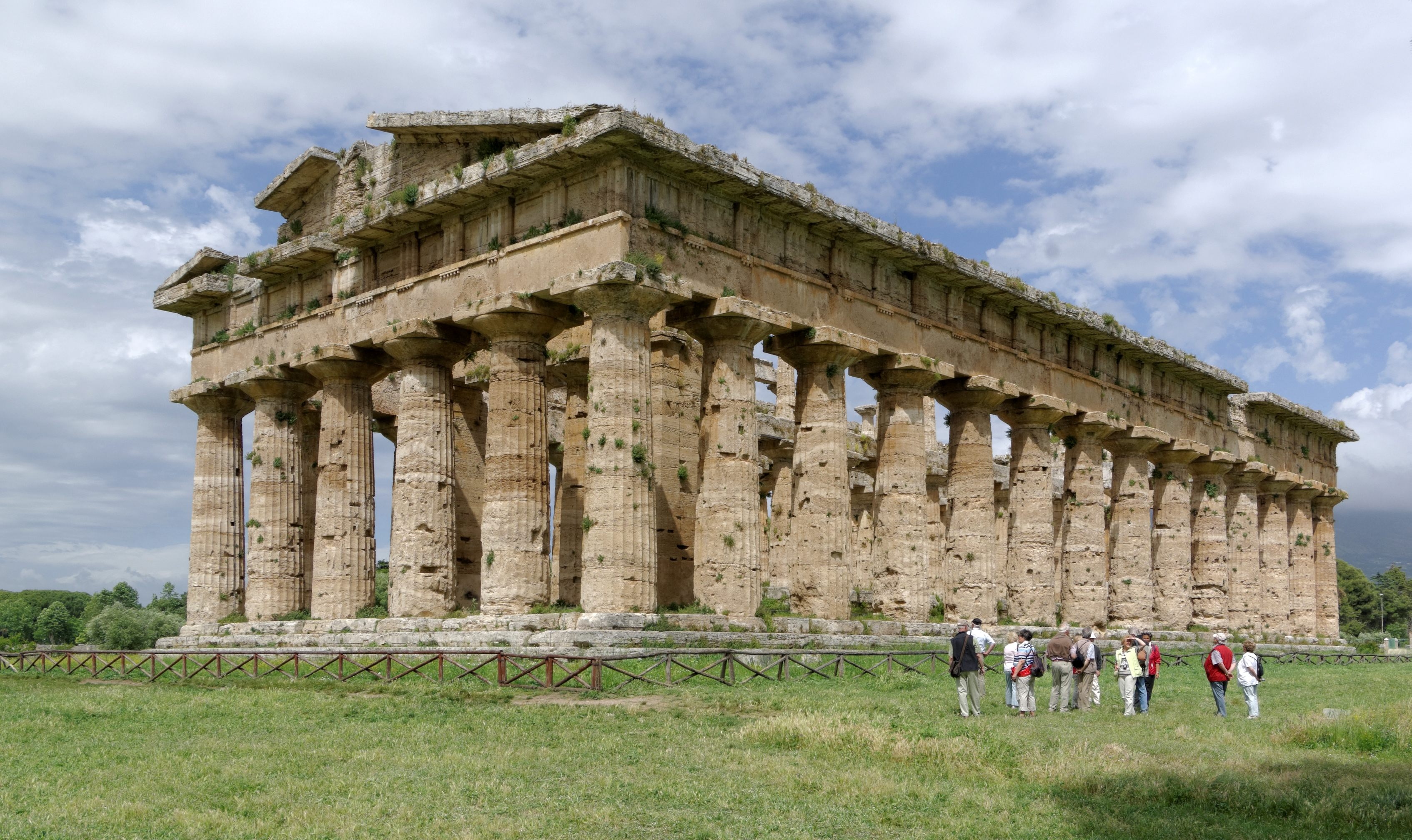
Tempio di Nettuno, Paestum
Colosseo, Roma
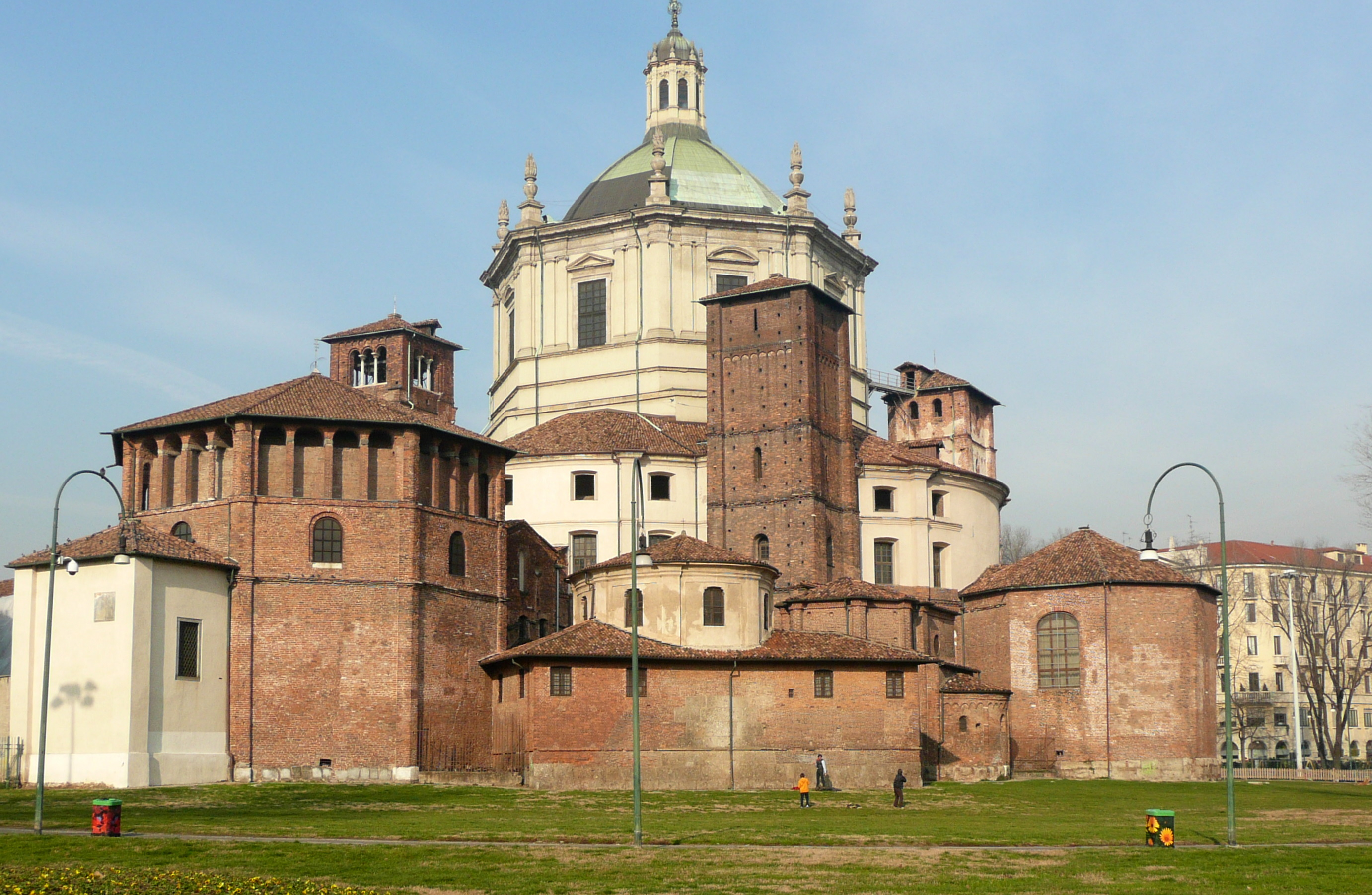
Basilica di San Lorenzo, Milano
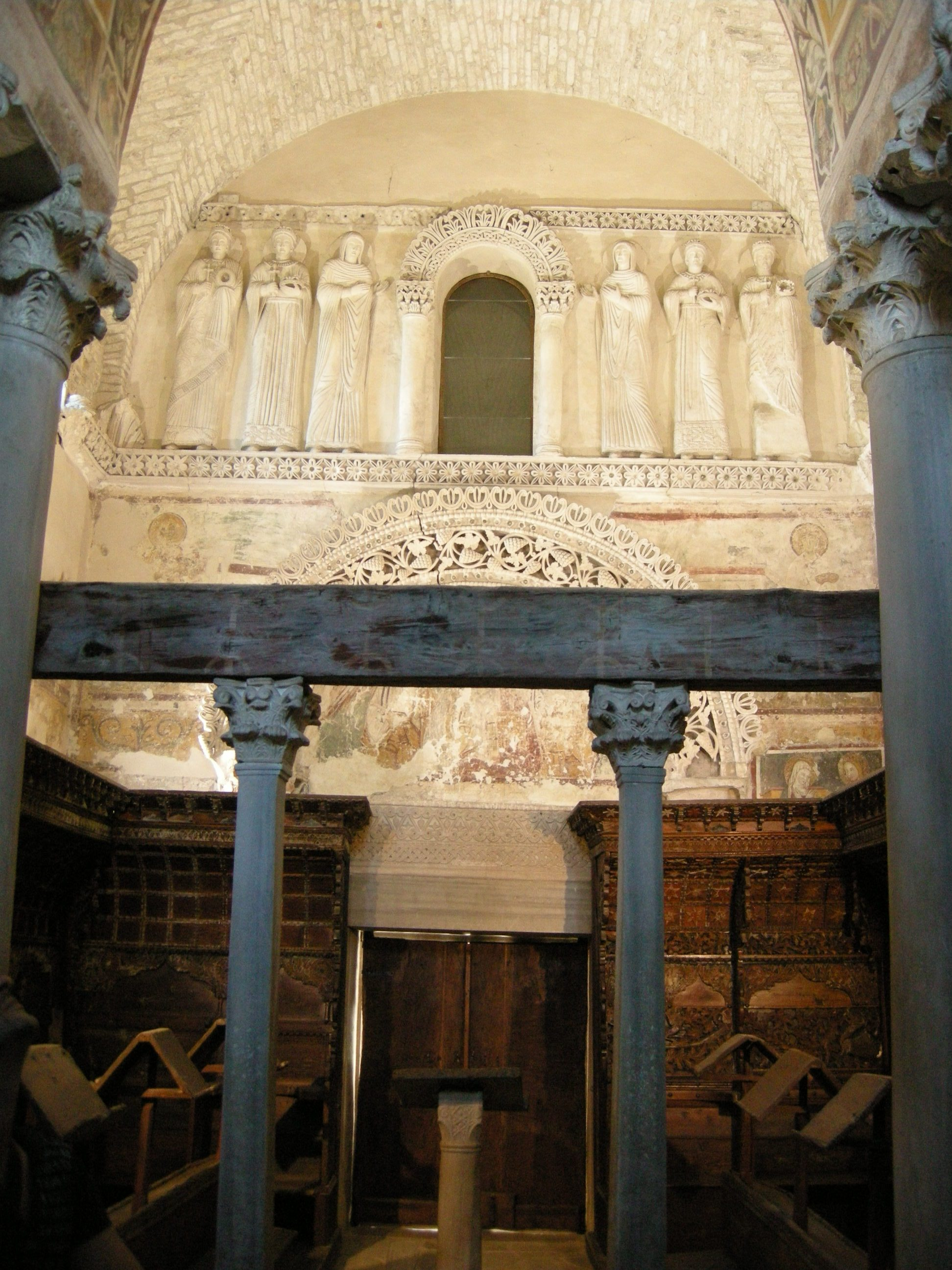
Tempietto longobardo, Cividale del Friuli
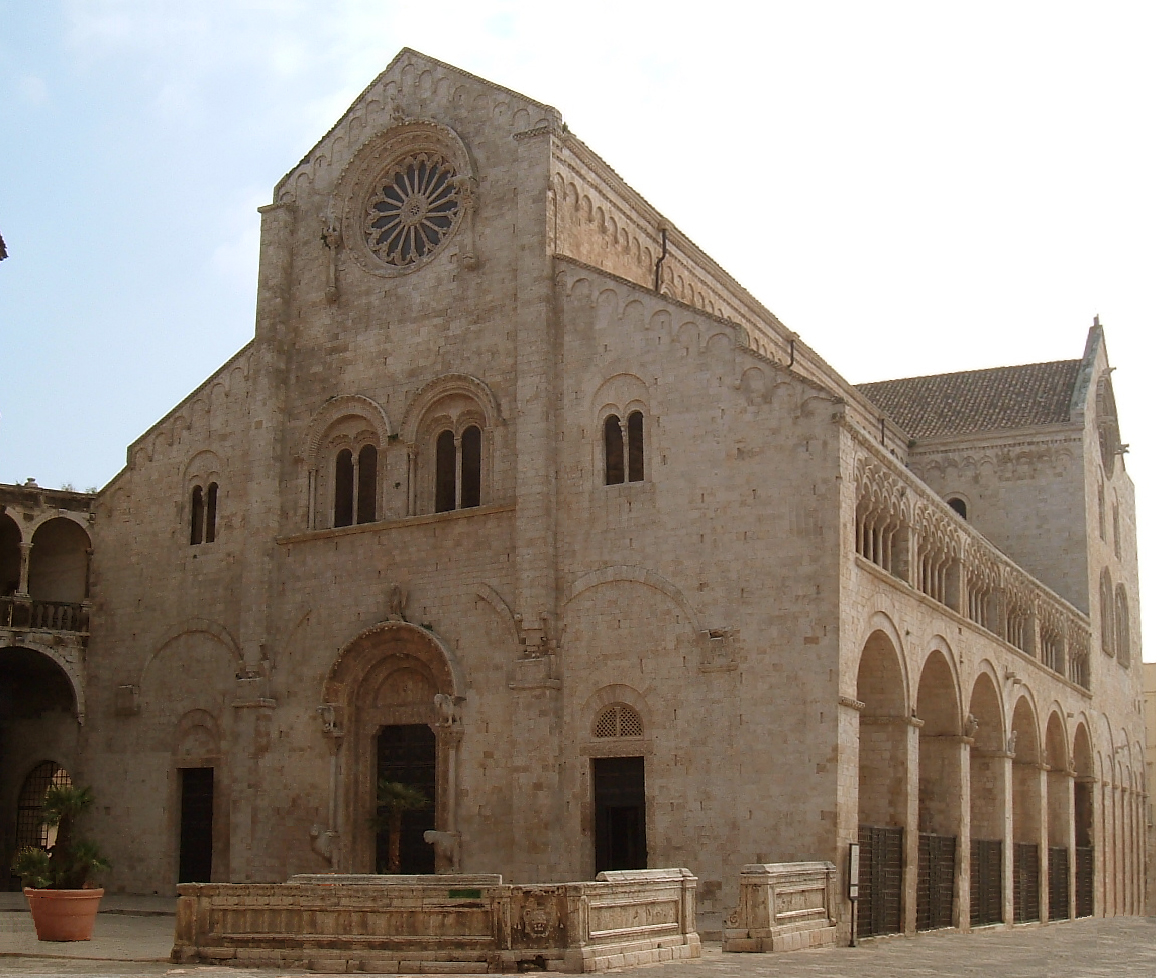
Cattedrale di Bitonto
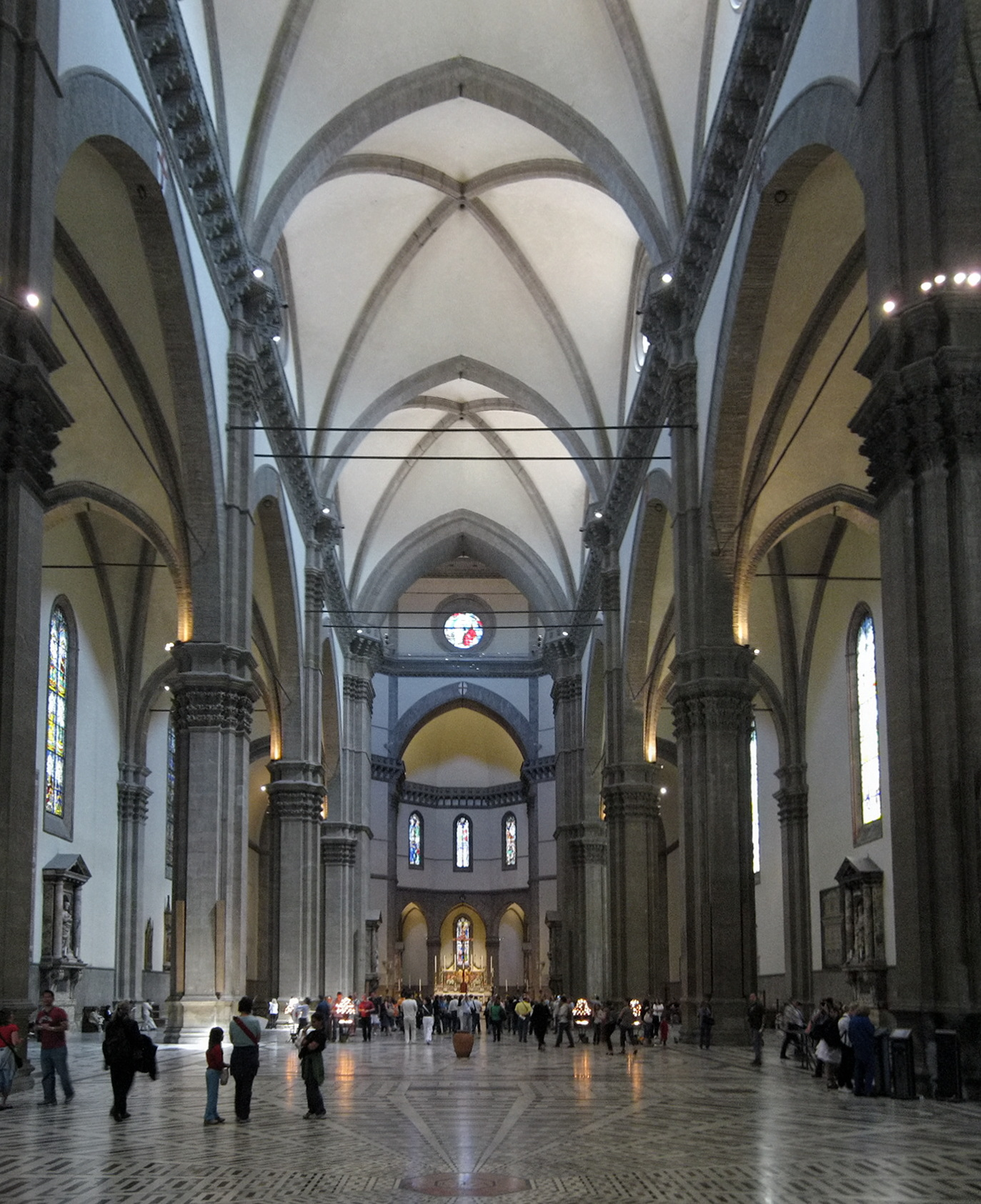
Interno di Santa Maria del Fiore, Firenze
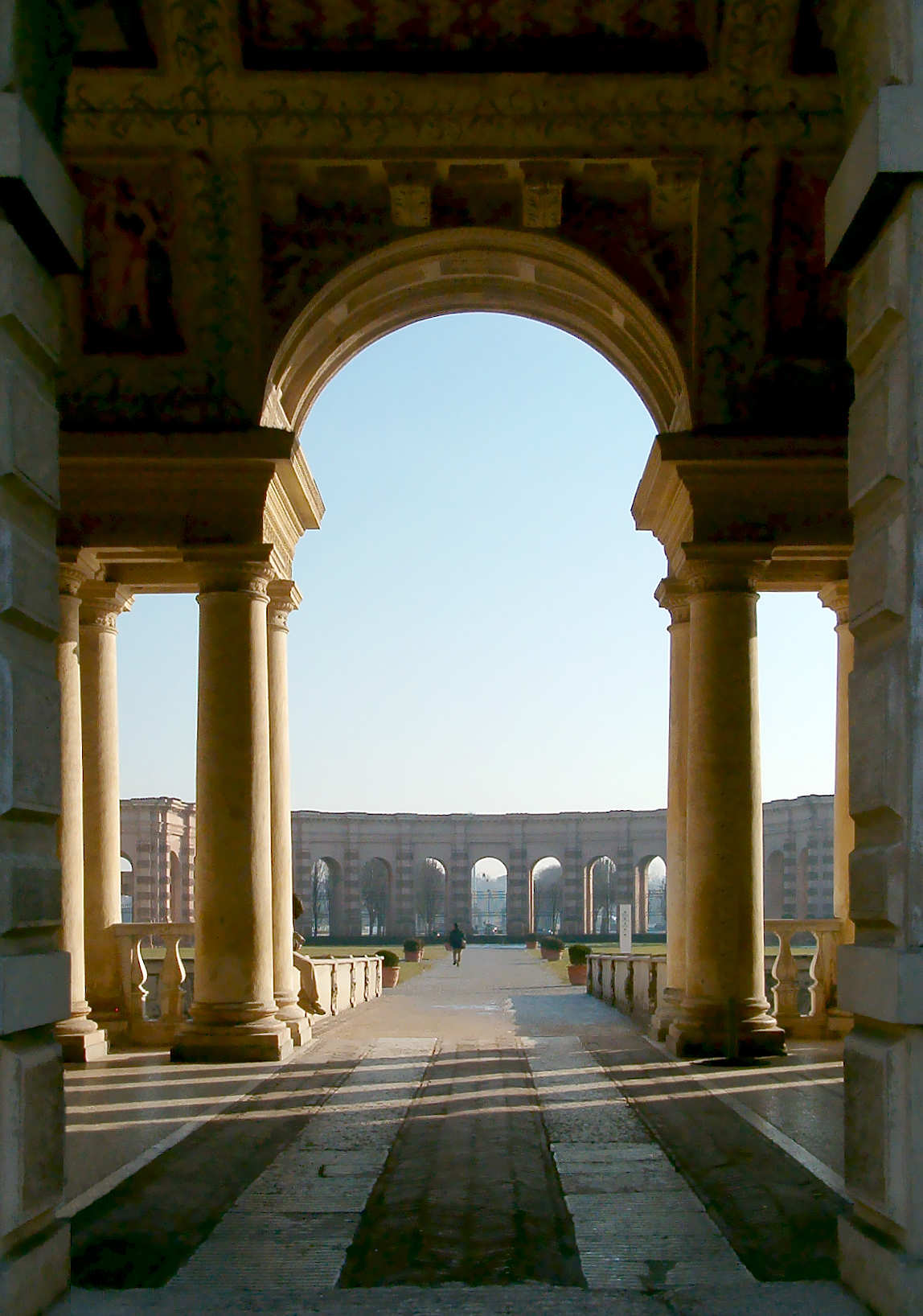
Palazzo Te, Mantova
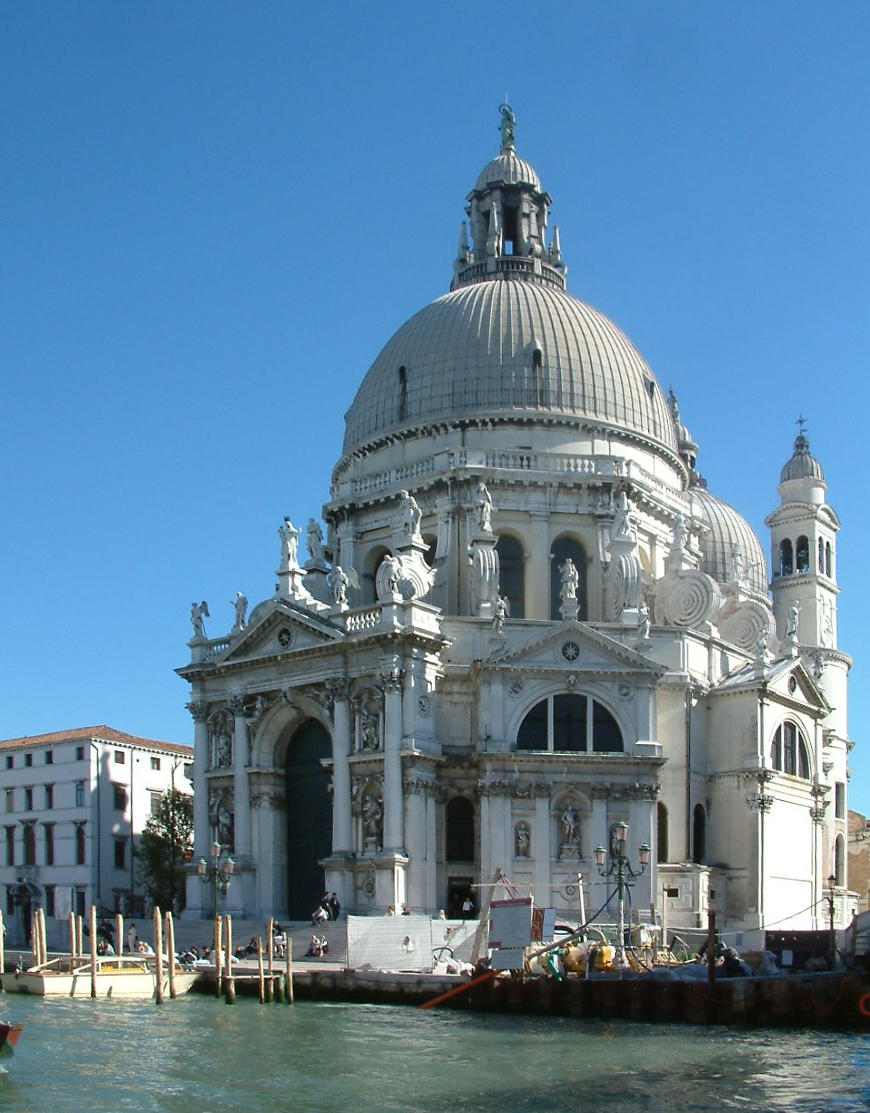
Santa Maria della Salute, Venezia
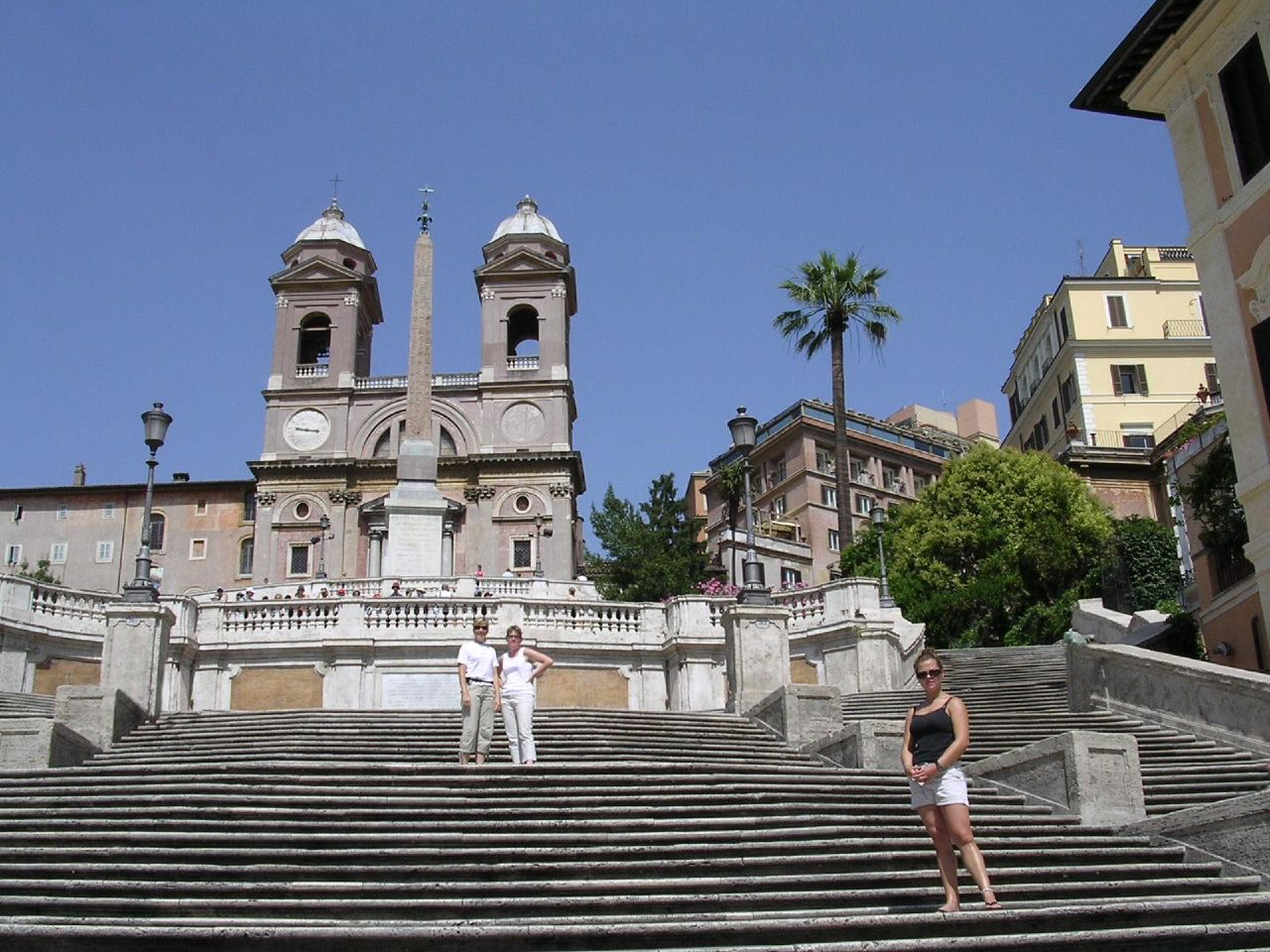
Piazza di Spagna, Roma
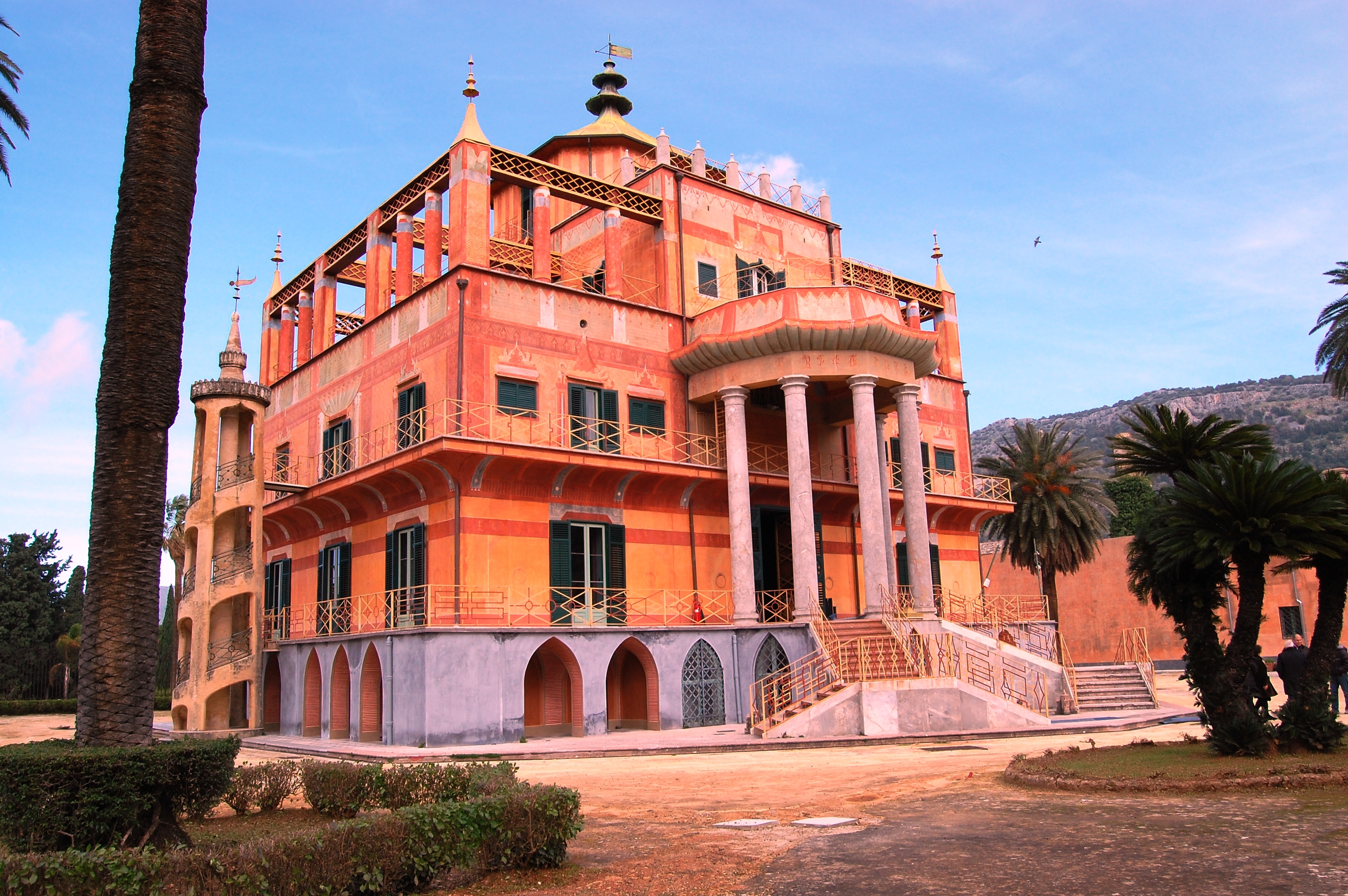
Palazzina Cinese, Palermo
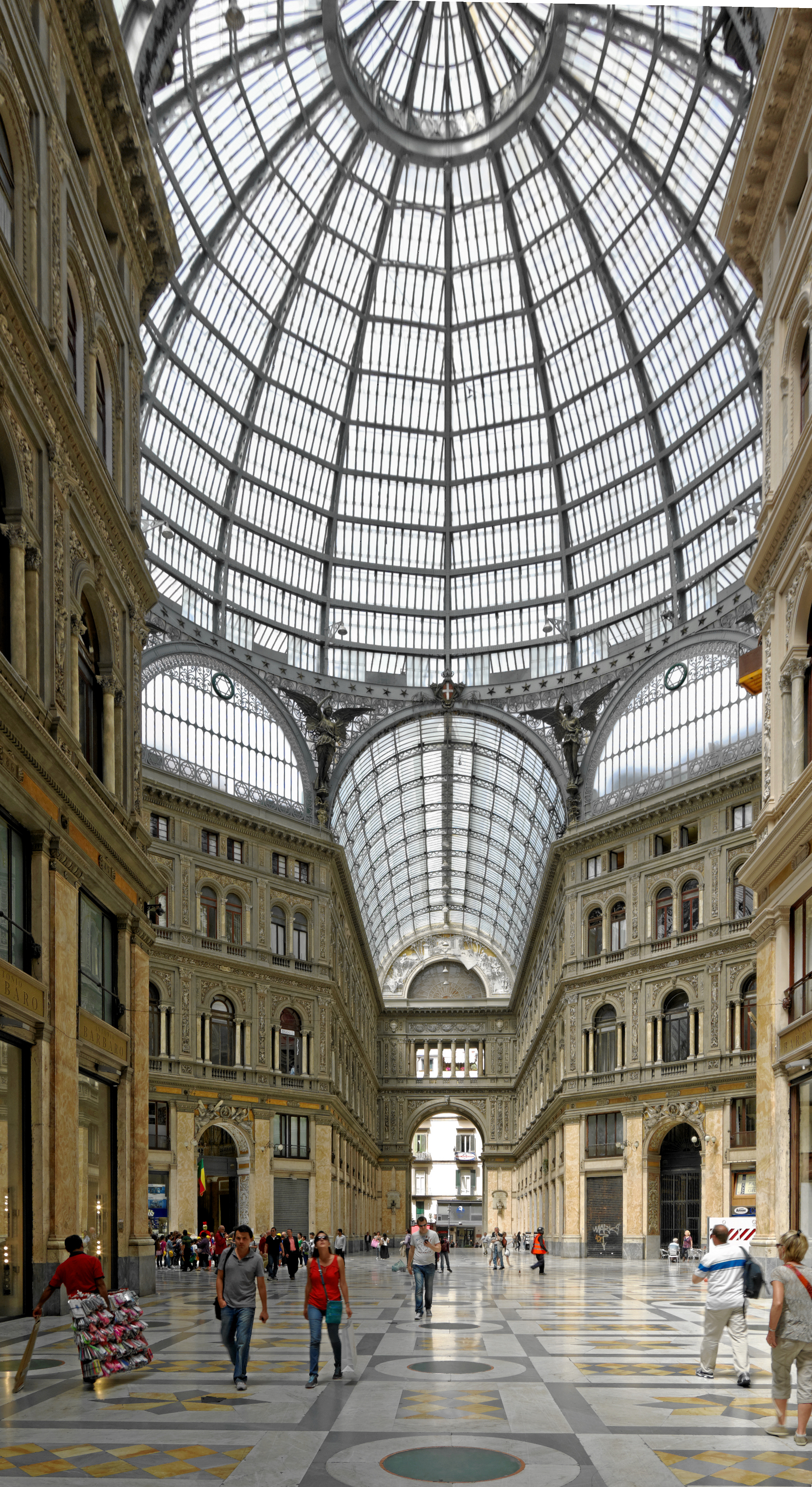
Galleria Umberto I, Napoli
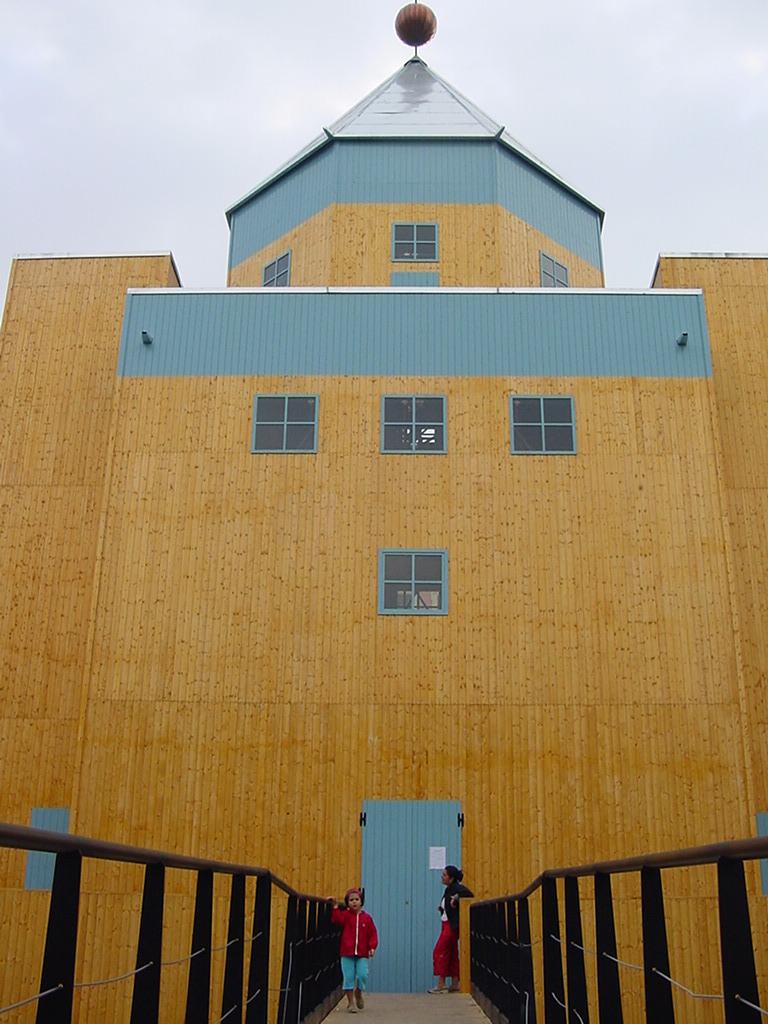
Il teatro del mondo di Aldo Rossi